# Список эпизодов телесериала «Беверли-Хиллз, 90210»
Ниже приведён список эпизодов американского телесериала «Беверли-Хиллз, 90210», выходившего в эфир с 4 октября 1990 года по 17 мая 2000 года на канале «Fox». Сериал состоит из десяти сезонов, включающих в себя 296 (при сдвоенности финальных эпизодов сезонов указывают цифру 293) эпизодов и несколько специальных выпусков.

## Обзор сезонов
| Сезон | Сезон | Эпизоды | Оригинальная дата выхода | Оригинальная дата выхода |
| Сезон | Сезон | Эпизоды | Премьера сезона          | Финал сезона             |
| ----- | ----- | ------- | ------------------------ | ------------------------ |
|       | 1     | 22      | 4 октября 1990           | 9 мая 1991               |
|       | 2     | 28      | 11 июля 1991             | 7 мая 1992               |
|       | 3     | 30      | 15 июля 1992             | 19 мая 1993              |
|       | 4     | 32      | 8 сентября 1993          | 25 мая 1994              |
|       | 5     | 32      | 7 сентября 1994          | 24 мая 1995              |
|       | 6     | 32      | 13 сентября 1995         | 22 мая 1996              |
|       | 7     | 32      | 21 августа 1996          | 21 мая 1997              |
|       | 8     | 32      | 10 сентября 1997         | 20 мая 1998              |
|       | 9     | 26      | 16 сентября 1998         | 19 мая 1999              |
|       | 10    | 27      | 8 сентября 1999          | 17 мая 2000              |

## Список серий

### Сезон 1 (1990—1991)
| №  | №  | Название / Оригинальное название                 | Режиссёр          | Сценарист                       | Премьера в США  | Зрители |
| -- | -- | ------------------------------------------------ | ----------------- | ------------------------------- | --------------- | ------- |
| 1  | 1  | «Pilot / Class Of Beverly Hills, Parts 1 & 2»    | Тим Хантер        | Даррен Сар                      | 2 октября 1990  | 7.2     |
| 2  | 2  | «The Green Room»                                 | Майкл Уно         | Дэвид Стэнн                     | 11 октября 1990 | 6.3     |
| 3  | 3  | «Every Dream Has Its Price / Tag»                | Гросс Адамс       | Эми Спайс                       | 18 октября 1990 | 5.2     |
| 4  | 4  | «The First Time»                                 | Бетани Руни       | Даррен Стар                     | 25 октября 1990 | 5.4     |
| 5  | 5  | «One On One»                                     | Арти Мэндэльберг  | Чарльз Розин                    | 1 ноября 1990   | 5.4     |
| 6  | 6  | «Higher Education»                               | Арти Мэндэльберг  | Джордан Бадд                    | 15 ноября 1990  | 5.1     |
| 7  | 7  | «Perfect Mom»                                    | Бетани Руни       | Даррен Стар                     | 22 ноября 1990  | 4.1     |
| 8  | 8  | «Seventeen Year Itch»                            | Джефферсон Кибби  | Эми Спайс                       | 29 ноября 1990  | 4.4     |
| 9  | 9  | «The Gentle Art Of Listening»                    | Дэниэл Аттиас     | Чарльз Розин                    | 6 декабря 1990  | 5.2     |
| 10 | 10 | «Isn’t It Romantic?»                             | Нэнси Мэлоун      | Карен Розин                     | 3 января 1991   | 5.1     |
| 11 | 11 | «B.Y.O.B.»                                       | Майлз Уоткинс     | Джордан Бадд                    | 10 января 1991  | 5.8     |
| 12 | 12 | «One Man & A Baby»                               | Бёрт Бринкерхофр  | Даррен Стар                     | 24 января 1991  | 6.6     |
| 13 | 13 | «Slumber Party»                                  | Чарльз Брэйверман | Даррен Стар и Эми Спайс         | 31 января 1991  | 7.3     |
| 14 | 14 | «East Side Story»                                | Дэниэл Аттиас     | Кармен Стернвуд                 | 14 февраля 1991 | 6.6     |
| 15 | 15 | «A Fling In Palm Springs / Palm Springs Weekend» | Джефферсон Кибби  | Джордан Бадд                    | 21 февраля 1991 | 6.8     |
| 16 | 16 | «Fame Is Where You Find It»                      | Пол Шнайдер       | Чарльз Розин и Карен Розин      | 28 февраля 1991 | 6.3     |
| 17 | 17 | «Stand Up & Deliver»                             | Бёрт Бринкерхофф  | Эми Спайс                       | 7 марта 1991    | 6.7     |
| 18 | 18 | «It’s Only A Test»                               | Чарльз Брэйверман | Даррен Стар                     | 28 марта 1991   | 8.0     |
| 19 | 19 | «April Is The Cruelest Month»                    | Дэниэл Аттиас     | Стив Вассерман и Джессика Клейн | 11 апреля 1991  | 7.4     |
| 20 | 20 | «Spring Training»                                | Бёрт Бринкерхофф  | Чарльз Розин                    | 25 апреля 1991  | 7.1     |
| 21 | 21 | «Spring Dance»                                   | Даррен Стар       | Даррен Стар                     | 2 мая 1991      | 8.6     |
| 22 | 22 | «Home Again»                                     | Чарльз Брэйверман | Эми Спайс                       | 9 мая 1991      | 9.2     |

### Сезон 2 (1991—1992)
| №  | №  | Название / Оригинальное название          | Режиссёр          | Сценарист                       | Премьера в США   | Зрители |
| -- | -- | ----------------------------------------- | ----------------- | ------------------------------- | ---------------- | ------- |
| 23 | 1  | «Beach Blanket Brandon»                   | Чарльз Брэйверман | Даррен Стар                     | 11 июля 1991     | 11.6    |
| 24 | 2  | «The Party Fish»                          | Дэниэл Аттиас     | Чарльз Розин                    | 18 июля 1991     | 10.0    |
| 25 | 3  | «Summer Storm»                            | Чарльз Брэйверман | Стив Вассерман и Джессика Клейн | 25 июля 1991     | 11.6    |
| 26 | 4  | «Anaconda»                                | Дэниэл Аттиас     | Джонатан Робертс                | 1 августа 1991   | 10.1    |
| 27 | 5  | «Play It Again, David»                    | Чарльз Брэйверман | Шерри Зифф                      | 8 августа 1991   | 11.1    |
| 28 | 6  | «Pass/Not Pass»                           | Джефферсон Кибби  | Элисон Адлер                    | 15 августа 1991  | 10.1    |
| 29 | 7  | «Camping Trip»                            | Джефф Мэлман      | Карен Розин                     | 29 августа 1991  | 10.5    |
| 30 | 8  | «Wildfire»                                | Дэниэл Аттиас     | Стив Вассерман и Джессика Клейн | 12 сентября 1991 | 11.5    |
| 31 | 9  | «Ashes To Ashes»                          | Чарльз Брэйверман | Чарльз Розин и Джуди Энн Мэйсон | 19 сентября 1991 | 11.9    |
| 32 | 10 | «Necessity Is A Mother»                   | Джефферсон Кибби  | Стив Вассерман и Джессика Клейн | 26 сентября 1991 | 10.6    |
| 33 | 11 | «Leading From The Heart»                  | Дэниэл Аттиас     | Даррен Стар                     | 10 октября 1991  | 10.4    |
| 34 | 12 | «Down & Out Of District In Beverly Hills» | Чарльз Брэйверман | Карен Розин и Элисон Адлер      | 17 октября 1991  | 10.2    |
| 35 | 13 | «Halloween»                               | Майкл Кэтлман     | Джонатан Робертс                | 31 октября 1991  | 10.9    |
| 36 | 14 | «The Next 50 Years»                       | Дэниэл Аттиас     | Карен Розин и Чарльз Розин      | 7 ноября 1991    | 13.6    |
| 37 | 15 | «U4EA»                                    | Чарльз Брэйверман | Элисон Адлер                    | 14 ноября 1991   | 13.0    |
| 38 | 16 | «My Desperate Valentine»                  | Джефф Мэлман      | Майкл Свэрдлик                  | 21 ноября 1991   | 13.4    |
| 39 | 17 | «Chuckie's Back»                          | Брэдли Гросс      | Стив Вассерман и Джессика Клейн | 12 декабря 1991  | 11.8    |
| 40 | 18 | «A Walsh Family Christmas»                | Даррен Стар       | Даррен Стар                     | 19 декабря 1991  | 13.8    |
| 41 | 19 | «Fire & Ice»                              | Джефф Мэлман      | Карл Саутэр                     | 9 января 1992    | 11.8    |
| 42 | 20 | «A Competitive Edge»                      | Дэвид Карсон      | Дуглас Брукс Уэст               | 23 января 1992   | 11.8    |
| 43 | 21 | «Everybody's Talkin' 'Bout It»            | Дэниэл Аттиас     | Карен Розин и Чарльз Розин      | 6 февраля 1992   | 11.8    |
| 44 | 22 | «Baby Makes Five»                         | Билл Д'Элиа       | Стив Вассерман и Джессика Клейн | 13 февраля 1992  | 11.0    |
| 45 | 23 | «Cardio Funk»                             | Дэниэл Аттиас     | Стив Вассерман и Джессика Клейн | 27 февраля 1992  | 13.4    |
| 46 | 24 | «The Pit & The Pendulum»                  | Дэниэл Аттиас     | Ларри Барбер и Пол Барбер       | 19 марта 1992    | 11.2    |
| 47 | 25 | «Meeting Mr. Pony»                        | Брэдли Гросс      | Джонатан Лемкин                 | 2 апреля 1992    | 13.2    |
| 48 | 26 | «Things To Do On A Rainy Day»             | Бэтани Руни       | Джонатан Робертс и Мария Сэмпл  | 23 апреля 1992   | 12.7    |
| 49 | 27 | «Mexican Standoff»                        | Брэдли Гросс      | Стив Вассерман и Джессика Клейн | 30 апреля 1992   | 10.8    |
| 50 | 28 | «Wedding Bell Blues»                      | Чарльз Брэйверман | Даррен Стар                     | 7 мая 1992       | 14.1    |

### Сезон 3 (1992—1993)
| №  | №  | Название / Оригинальное название             | Режиссёр              | Сценарист             | Премьера в США   | Зрители |
| -- | -- | -------------------------------------------- | --------------------- | --------------------- | ---------------- | ------- |
| 51 | 1  | «Misery Loves Company»                       | Джеффри Мэльман       | Джессика Клейн        | 15 июля 1992     | 10.4    |
| 52 | 2  | «The Twins, The Trustee & The Very Big Trip» | Дэвид Карсон          | Чарльз Розин          | 22 июля 1992     | 10.4    |
| 53 | 3  | «Too Little, Too Late / Paris 75001»         | Дэниэл Аттиас         | Карен Розин           | 29 июля 1992     | 8.8     |
| 54 | 4  | «Sex, Lies & Volleyball / Photo Fini»        | Джеффри Мэльман       | Кэннэт Биллер         | 5 августа 1992   | 9.0     |
| 55 | 5  | «Shooting Star / American In Paris»          | Дэниэл Аттиас         | Джессика Клейн        | 12 августа 1992  | 10.9    |
| 56 | 6  | «Castles In The Sand»                        | Пол Лазарус           | Энн Донахью           | 19 августа 1992  | 11.2    |
| 57 | 7  | «A Song Of Myself»                           | Джеффри Мэльман       | Кэннэт Биллер         | 9 сентября 1992  | 11.4    |
| 58 | 8  | «The Back Story»                             | Брэдли М. Гросс       | Карен Розин           | 16 сентября 1992 | 10.1    |
| 59 | 9  | «Highwire»                                   | Бэтани Руни           | Стар Фрохман          | 23 сентября 1992 | 10.9    |
| 60 | 10 | «Home & Away»                                | Джек Бэндэр           | Чип Йоханссон         | 7 октября 1992   | 10.5    |
| 61 | 11 | «A Presumption Of Innocence»                 | Бэтани Руни           | Карен Розин           | 21 октября 1992  | 10.8    |
| 62 | 12 | «Destiny Rides Again»                        | Кристофер Гиблер      | Джессика Клейн        | 4 ноября 1992    | 12.9    |
| 63 | 13 | «Rebel With A Cause»                         | Дэниэл Аттиас         | Стар Фрохман          | 11 ноября 1992   | 12.6    |
| 64 | 14 | «Wild Horses»                                | Бобби Рот             | Кэннэт Биллер         | 18 ноября 1992   | 11.0    |
| 65 | 15 | «The Kindness Of Strangers»                  | Ричард Лэнг           | Джессика Клейн        | 25 ноября 1992   | 9.9     |
| 66 | 16 | «It’s A Totally Happening Life»              | Ричард Лэнг           | Чарльз Розин          | 16 декабря 1992  | 10.4    |
| 67 | 17 | «The Game Is Chicken»                        | Джек Бэндэр           | Даррен Стар           | 6 января 1993    | 11.0    |
| 68 | 18 | «Midlife… Now What?»                         | Роберт Бэкер          | Лана Фрэйстат Мэльман | 13 января 1993   | 11.1    |
| 69 | 19 | «Back In The High Life Again»                | Билл Д'Элиа           | Джессика Клейн        | 27 января 1993   | 12.0    |
| 70 | 20 | «Parental Guidance Recommended»              | Гвэн Арнер            | Даррен Стар           | 3 февраля 1993   | 10.8    |
| 71 | 21 | «Dead End»                                   | Джеффри Мэльман       | Стар Фрохман          | 10 февраля 1993  | 12.0    |
| 72 | 22 | «The Child Is Father To The Man»             | Джеймс Уитмор-Младший | Чарльз Розин          | 17 февраля 1993  | 12.4    |
| 73 | 23 | «Duke’s Bad Boy»                             | Роберт Бэкер          | Джессика Клейн        | 3 марта 1993     | 11.1    |
| 74 | 24 | «Perfectly Perfect»                          | Бэтани Руни           | Джиллиан Хорват       | 24 марта 1993    | 12.9    |
| 75 | 25 | «Senior Poll»                                | Кристофер Гиблер      | Даррен Стар           | 7 апреля 1993    | 10.1    |
| 76 | 26 | «She Came In Through The Bathroom Window»    | Джейсон Пристли       | Кен Стрингер          | 21 апреля 1993   | 10.1    |
| 77 | 27 | «A Night To Remember»                        | Ричард Лэнг           | Джессика Клейн        | 28 апреля 1993   | 12.3    |
| 78 | 28 | «Something In The Air»                       | Джеймс Уитмор-Младший | Джессика Клейн        | 12 мая 1993      | 12.0    |
| 79 | 29 | «Commencement, Part 1»                       | Дэниэл Аттиас         | Чарльз Розин          | 19 мая 1993      | 14.1    |
| 80 | 30 | «Commencement, Part 2»                       | Дэниэл Аттиас         | Чарльз Розин          | 19 мая 1993      | 14.1    |

### Сезон 4 (1993—1994)
| Эпизод | Название                                                                              | Дата выхода в эфир | Режиссёр              | Сценаристы                                    |
| --- | ------------------------------------------------------------------------------------- | ------------------ | --------------------- | --------------------------------------------- |
| |                                                                                       |                    |                       |                                               |
| 4x11 | Take Back the Night / Верни ночь!                                                     | 17 ноября 1993     | Джеймс Уитмор-Младший | Чип Йоханссон                                 |
| В университете проходит неделя под названием «Верни ночь» для девушек, ставших жертвами насилия. Лора хочет рассказать всем, что Стив изнасиловал её. Дишон шантажирует Брендона, и тогда юноша решает оставить на время учёбу и найти Эмили. Стив рассказывает Селесте, что изменил ей с Лорой. Андрэа обижена на Дена из-за того, что он поставил её на место во время дискуссии… |                                                                                       |                    |                       |                                               |
| |                                                                                       |                    |                       |                                               |
| 4x12 | Radar Love / Радар любви                                                              | 24 ноября 1993     | Пол Шнайдер           | Стив Вассерман и Джессика Клейн               |
| Брендон находит Эмили в Сан-Франциско. Молодые люди приезжает на квартиру девушки, и Брендон признаётся, что не переставал думать о ней всё это время. Келли приходит к Уолшам и находит там Дилана, который должен был заниматься сёрфингом в Баха. Донна уезжает в Хьюстон, чтобы навестить родителей. Стив мешает Джону соблазнить пятнадцатилетнюю Дениз. Андрэа проводит День Благодарения с семьёй Дена, где вновь встречает бармена Джесси. Он просит девушку о встрече… |                                                                                       |                    |                       |                                               |
| |                                                                                       |                    |                       |                                               |
| 4x13 | Emily (The Pink Pearl) / Эмили (Розовый Жемчуг)                                       | 1 декабря 1993     | Ричард Лэнг           | Стив Вассерман и Джессика Клейн               |
| В общежитиях Келли и Стива начинается неделя испытаний, а история со взломом может повториться – Стив должен украсть из кабинета профессора бейсбольный мячик с автографом. Андреа разрывает отношения с Деном и начинает встречаться с Джесси. Эмили говорит Брендону, что должна уехать во Францию, а Бренде предстоит раздеться ради спектакля… |                                                                                       |                    |                       |                                               |
| |                                                                                       |                    |                       |                                               |
| 4x14 | Windstruck / Порыв ветра                                                              | 15 декабря 1993    | Гилберт Шилтон        | Ларри Моллин и Ричард Голланс                 |
| Стива выгоняют из братства. Донну мучают кошмары, в которых все смеются над тем, что она всё ещё девственница. Брендон узнаёт, что кто-то предупредил охрану о взломе кабинета. Донна решает заняться сексом с Дэвидом. Однако в самый неподходящий момент появляются родители Донны. Дилан ревнует Келли к Джону. Брендон узнаёт, что профессор в курсе его отношений с Люсиндой, и Рендел использует случай со Стивом, чтобы отмстить Брендону. Тогда юноша решается на шантаж… |                                                                                       |                    |                       |                                               |
| |                                                                                       |                    |                       |                                               |
| 4x15 | Somewhere In The World It's Christmas / Где-то в мире Рождество уже наступило…        | 22 декабря 1993    | Брэдли Кросс          | Чарльз Розин                                  |
| Наступает Рождество. Семья Уолшей в полном составе отправляется на Гавайи. Однако во время полёта в самолёте обнаруживаются неполадки. Дэвид в депрессии. Келли мирится с Мелом. Дилан встречает одну из бывших подружек Джека, и выясняется, что у него есть сестра Эрика. Дэвид порывает с Донной. Андрэа проводит Рождество по католическим законам вместе с семьёй Джесси. |                                                                                       |                    |                       |                                               |
| |                                                                                       |                    |                       |                                               |
| 4x16 | Crunch Time / Хруст времени                                                           | 5 января 1994      | Лэс Лэндэн            | Ричард Голланс и Ларри Моллин                 |
| Стив решает узнать, кто подставил его. Говард, директор радиостудии продаёт Дэвиду наркотики. Брендон решает поговорить с профессором о пропуске экзамена Дишоном, и узнаёт, что профессор поставил Дишону нечестную оценку. Андрэа узнаёт, что Ден переехал из общежития. Келли догадывается о том, что Дэвид употребляет наркотики. Донна готова на секс с Дэвидом, он отвергает девушку. Стив говорит братству, что Джон Сирс позвонил охране университета и сообщил о взломе. Грядёт голосование, на котором решится судьба Стива…                                                                         |                                                                                       |                    |                       |                                               |
| |                                                                                       |                    |                       |                                               |
| 4x17 | Thicker Than Water / Гуще воды                                                        | 12 января 1994     | Майкл Лэндж           | Лана Фристат Мэльман                          |
| Стив, Донна, Бренда и Брендон отправляются на лыжный курорт. Там Донна знакомится с очаровательным Чедом. Когда Дэвид идёт гулять с сестрой, юноша засыпает на детской площадке, и Эйрин убегает. Джеки, Мел, Келли и Дэвид отправляются на её поиски. Дэвид рассказывает Келли, что он не заснул, а отключился под действием наркотиков. Дилану приходится выполнять свои братские обязанности. Андрэа проходит анализ на наличие СПИДа, однако его результаты оказались совсем неожиданными. Дилан узнаёт от Джима, что на счету Сьюзан лежит достаточно крупная сумма…                                      |                                                                                       |                    |                       |                                               |
| |                                                                                       |                    |                       |                                               |
| 4x18 | Heart Breaker / Разбивающий сердца                                                    | 26 января 1994     | Пол Шнайдер           | Чип Йоханссон                                 |
| Андрэа говорит Джесси, что беременна. С Нэтом происходит сердечный приступ, а Брендон становится представителем Калифорнийского университета. Сьюзан устраивается официанткой в «Косточку». Дэвид решает вновь сойтись с Донной. Брат Нэта, Джоуи, предлагает закрыть «Косточку», так как дела идут плохо. Келли и Донна увлекаются йогой, а Стиву приходится заменять Дэвида на радио-станции… |                                                                                       |                    |                       |                                               |
| |                                                                                       |                    |                       |                                               |
| 4x19 | Labors Of Love / Узники любви                                                         | 2 февраля 1994     | Джефферсон Кибби      | Розан Уэлш и Кристин Пэттит                   |
| Андрэа хочет сделать аборт. После удачной операции Нэт идёт на поправку. У Дэвида возникают серьёзные проблемы с наркотиками, и Келли с Донной переезжают к Дилану. Дилан выкупает акции Джоуи и становится партнёром Нэта. Брендон узнаёт, что профессор Рендел развёлся с Люсиндой. Стив начинает работать в «Косточке»… |                                                                                       |                    |                       |                                               |
| |                                                                                       |                    |                       |                                               |
| 4x20 | Scared Very Straight / Очень испуганный                                               | 9 февраля 1994     | Чип Чалмерс           | Гари Розин                                    |
| Андрэа и Джесси собираются пожениться. Когда полиция устраивает в университете «облаву», наркокурьер Джек отдаёт Дэвиду рюкзак, полный различных препаратов. В отчаянии Дэвид звонит Дилану… Нэт выздоравливает и приходит в «Косточку» на вечеринку в честь свадьбы. Там же появляется и Стюарт… |                                                                                       |                    |                       |                                               |
| |                                                                                       |                    |                       |                                               |
| 4x21 | Addicted To Love / Одержимый любовью                                                  | 16 февраля 1994    | Лэс Ланаду            | Ричард Голланс и Ларри Моллин                 |
| Стюарт приглашает Бренду вместе провести приятные выходные. Чтобы отвлечься от тяжёлых мыслей, Дэвид арендует рояль. Дилан заинтересован сценарием, который написала Люсинда. Он предлагает свою помощь в проведении съёмок. Брендон ревнует. Между Брендой и Стюартом происходит ссора - из-за Бренды они вынуждены ночевать в пустыне. Брендон просит Келли пойти с ним на встречу студенческого совета, а у репортёра университетской газеты Джоша Ричленда возникают подозрения по поводу Брендона и Люсинды…                                                                                              |                                                                                       |                    |                       |                                               |
| |                                                                                       |                    |                       |                                               |
| 4x22 | Change Partners / Обмен партнёрами                                                    | 23 февраля 1994    | Бетани Руни           | Чип Йоханссон                                 |
| Донна и Бренда находят бездомную собаку. Брендон основа уезжает с Келли на Встречу глав студенческого совета. Там он знакомится с Клэр - дочкой ректора Арнольда. Оказывается, что собака, которую подобрали Бренда и Донна, сбежала из лаборатории, в которой проводятся опыты над животными. В этой лаборатории работает Андрэа. Брендон и Келли целуются. Люсинда хочет, чтобы Дилан профинансировал её проект и для этого пытается его соблазнить…. |                                                                                       |                    |                       |                                               |
| |                                                                                       |                    |                       |                                               |
| 4x23 | A Pig Is A Boy Is A Dog / Парень, похожий на собаку и ведущий себя как свинья         | 2 марта 1994       | Дэниэл Аттиас         | Ричард Голланс и Ларри Моллин                 |
| Собака Донны умирает от рака. Бренда решает отомстить за смерть Рокки и просит ребят о помощи – девушка предлагает разгромить лабораторию, в которой проводили эксперименты над собакой. Тем временем Андрэа и Джесси выбирают имя для ребёнка. Брендон рассказывает ребятам о своей связи с Люсиндой. Ричленд начинает «копать» под Брендона. Дилан решает, финансировать ли ему фильм Люсинды… |                                                                                       |                    |                       |                                               |
| |                                                                                       |                    |                       |                                               |
| 4x24 | Cuffs & Links / Манжеты и Звенья                                                      | 16 марта 1994      | Гилберт Шилтон        | Стив Вассерман и Джессика Клейн               |
| Экстремисты добились своего - лабораторию закрывают, но Бренда отправляется в тюрьму. Келли ревнует Дилана к Бренде, так как он всё время говорит о ней. Ричленд хочет написать статью о Брендоне. Стив отправляется со своим отцом на турнир по гольфу и узнаёт, что Раш жульничал. Выясняется, что один из экстремистов был сотрудником ФБР под прикрытием, и он ставит Бренде условия – если девушка будет сотрудничать с ФБР, с неё снимут все обвинения. Отношения между Брендой и её друзьями оставляют желать лучшего. Андрэа дарит щенка из лаборатории Донне.                                         |                                                                                       |                    |                       |                                               |
| |                                                                                       |                    |                       |                                               |
| 4x25 | The Time Has Come Today / Время пришло                                                | 23 марта 1994      | Джейсон Пристли       | Чарльз Розин и Мик Галлинсон                  |
| Бренда находит у себя дома дневник некой Уэнди Эдвардс - девушки, жившей в доме Уолшей много дет назад. Читая дневник, Бренда переносится в атмосферу 60-х годов, когда было море хиппи, беззаботных деньков и, произошло убийство Кеннеди, потрясшее всю Америку. Прочитав дневник до конца, Бренда решает найти его владелицу, чтобы узнать, чем закончилась одна очень интересная история… |                                                                                       |                    |                       |                                               |
| |                                                                                       |                    |                       |                                               |
| 4x26 | Blind Spot / С закрытыми глазами                                                      | 6 апреля 1994      | Ричард Лэнг           | Кен Стрингер                                  |
| Брендон и Стив случайно попадают в бар для гомосексуалов. Там Стив встречает президента своего братства Майка Райана. Общежитие Донны и Келли организует съёмку для студенческого календаря, поэтому девочки пытаются уговорить ребят прийти на фотосессию. Дэвид берёт уроки игры на фортепиано у слепой девушки Холли Марлоу. Донна ревнует. Брендон уверяет Майка, что Стив никому ничего не расскажет, однако он ошибся, и Майка выгоняют из братства. Чтобы отомстить Дэвиду, Донна соглашается пойти на свидание с Дишоном. Стива мучает совесть, и он решает вернуть Майка на пост президента братства… |                                                                                       |                    |                       |                                               |
| |                                                                                       |                    |                       |                                               |
| 4x27 | Divas / Примадонны                                                                    | 20 апреля 1994     | Дэвид Сэмэл           | Ларри Моллин                                  |
| Бренда, Келли и Лора идут на пробы в спектакль Роя Рендольфа. В жизни Брендона вновь появляется Клэр, буквально преследующая юношу. Стив помогает Лоре с репетициями. Дилан знакомится с ухажёром Сьюзан - Кевином Уивером. Келли получает от Рендольфа предложение исполнить роль Мегги... |                                                                                       |                    |                       |                                               |
| |                                                                                       |                    |                       |                                               |
| 4x28 | Acting Out / Актёрские навыки                                                         | 27 апреля 1994     | Джефф Мэлман          | Чип Йоханссон                                 |
| У Брендона возникают неприятности из-за Клэр. Келли и Бренда ссорятся из-за того, что Келли, возможно, получит роль Мегги в спектакле. Брендон застаёт Стива и Лору целующимися. Келли отказывается от роли в пользу Бренды, но девушка проваливает прослушивание. Тем же вечером она приходит к Рендольфу домой… |                                                                                       |                    |                       |                                               |
| |                                                                                       |                    |                       |                                               |
| 4x29 | Truth & Consequences / Правда и последствия                                           | 4 мая 1994         | Джеймс Экхаус         | Ричард Голланс                                |
| Бренда получает роль в спектакле, но Лоре недостаточно быть дублёром. Тогда Лора рассказывает Стиву, что Бренда переспала с Роем. Стив настраивает всех против Бренды. Дилан заинтересован проектом Кевина, а Сьюзан рассказывает юноше, что они с Кевином собираются пожениться. Лора делает всё возможное, чтобы Рендольф выгнал Бренду. Бренда понимает, что это именно Лора пустила слух о ней. Клэр преследует Брендона. Бренда рассказывает всё Рендольфу, и он выгоняет Лору из труппы. Вечером Стив находит в комнате Лоры прощальную записку…                                                         |                                                                                       |                    |                       |                                               |
| |                                                                                       |                    |                       |                                               |
| 4x30 | Vital Signs / Признаки жизни                                                          | 11 мая 1994        | Дэниэл Аттиас         | Ларри Моллин                                  |
| У Андрэа возникают проблемы с беременностью, и девушку отвозят в больницу. В списки кандидатов на поездку в Вашингтон отсутствует имя Брендона. Премьера спектакля с участием Бренды сопровождается оглушительным успехом. Дилан решает поддержать проект Кевина. Дэвид и Донна будут ведущими на предстоящем карнавале. Дэвид знакомится с рекламным агентом Эриэл Хантер и её группой. Дилан и Келли расстаются… |                                                                                       |                    |                       |                                               |
| |                                                                                       |                    |                       |                                               |
| 4x31,32 | Mr. Walsh Goes To Washington, Parts 1 & 2 / Мистер Уолш едет в Вашингтон, Часть 1 и 2 | 25 мая 1994        | Майкл Лэнг            | Стив Вассерман, Джессика Клейн и Чарльз Розин |
| У Андрэа рождается дочь, но жизнь малышки находится под угрозой. Брендон уезжает в Вашингтон на встречу с президентом. Но, к своему удивлению, встречает там Клэр и Люсинду. Рендольф приглашает Бренду учиться в Королевской Театральной Школе Лондона. Сьюзан и Кевин сбегают вместе с деньгами Дилана. Эрика оставляет в аэропорту записку для брата, но она теряется. Донна застаёт Дэвида с Эриел. К Брендону в Вашингтон приезжает Келли, а Бренда решает уехать в Англию. Но перед этим она заходит к Дилану попрощаться…                                                                               |                                                                                       |                    |                       |                                               |

### Сезон 5 (1994—1995)
| Эпизод | Название                                                                             | Дата выхода в эфир | Режиссёр              | Сценаристы                         |
| --- | ------------------------------------------------------------------------------------ | ------------------ | --------------------- | ---------------------------------- |
| |                                                                                      |                    |                       |                                    |
| 5x01 | What I Did On My Summer Vacation & Other Stories / Летние забавы                     | 7 сентября 1994    | Майкл Лэнг            | Ларри Моллин и Чарльз Розин        |
| Ребята возвращаются в Беверли Хиллз после летних каникул — Донна прилетает из Техаса, где она провела лето с родителями, однако она в ссоре с Келли; Андрэа наконец забирает дочь Хану из больницы; Келли и Брендон радуются жизни как новоиспечённая пара; Бренда всё ещё в Лондоне, а к Уолшам приезжает погостить их подруга из Миннесоты — Велори Мелоун. Стив приглашает девушку на свидание, и она соглашается. Однако главным интересом для неё является Дилан, ушедший в запой после того, как Сьюзан обманула его, забрав с собой Эрику и все деньги… |                                                                                      |                    |                       |                                    |
| |                                                                                      |                    |                       |                                    |
| 5x02 | Under The Influence / Под влиянием                                                   | 14 сентября 1994   | Скотт Полин           | Чип Йоханссон                      |
| Андрэа сомневается, стоит ли ей отдавать Хану в университетские ясли. Донна хочет переехать в Техас. Дилан узнаёт о том, что Брендон встречается с Келли и устраивает скандал на балу, устроенном матерью Донны, Фелис. Клэр сообщает Брендону, что она перевелась в Калифорнийский университет. Фелис не нравится, что Донна встречается с чернокожим Дишоном. Брендон решает баллотироваться на пост президента студенческого совета. |                                                                                      |                    |                       |                                    |
| |                                                                                      |                    |                       |                                    |
| 5x03 | A Clean Slate / Чистая заявка                                                        | 21 сентября 1994   | Бэтани Руни           | Ричард Голланс                     |
| Велори узнаёт, что Дилан богат, и решает соблазнить юношу. Клэр переезжает жить к Келли и Донне в пляжный домик, и девочки выясняют, что у неё есть проблемы с храпом. Стив занимается предвыборной кампанией Брендона. Во время дебатов всплывают подробности истории с профессором Рендолом, однако Дишон вовремя приходит на помощь. В «Косточке» ребята ждут результатов выборов. Однако у этого яркого дня будет столь же яркое и неожиданное окончание… |                                                                                      |                    |                       |                                    |
| |                                                                                      |                    |                       |                                    |
| 5x04 | Life After Death / Жизнь после смерти                                                | 28 сентября 1994   | Джеймс Уитмор-Младший | Стив Вассерман и Джессика Клейн    |
| Брендон не может прийти в себя после смерти Джоша. На похоронах он знакомится с сестрой Джоша, Глорией. Она отдаёт Брендону письмо Джоша родителям. Дилан продолжает встречаться с Велори, а отношения Клэр и Дэвида только начинаются. Донна ревнует, но вскоре знакомится с очаровательным Гриффином Стоуном. Стив устраивает шумную вечеринку, и Брендону как всегда приходится выручать друга. Донна делает первые шаги к примирению с Дэвидом… |                                                                                      |                    |                       |                                    |
| |                                                                                      |                    |                       |                                    |
| 5x05 | Rave On / Отрыв                                                                      | 5 октября 1994     | Дэвид Сэмель          | Ларри Моллин                       |
| Стив открывает в подвале «Косточки» ночной клуб под названием «После полуночи». Келли видит Велори с Диланом и рассказывает об этом Стиву. Однако девушке удаётся выкрутиться. Донна, Дэвид и Клэр хотят снять фильм, в котором люди будут говорить отдельные слова, а когда плёнку смонтируют, то получиться связный рассказ. Так Донна знакомится с рабочим Рэем Пруитом. Юноше кажется, что Донна над ним издевается и оскорбляет девушку. Андрэа ревнует Джесси к посетительницам бара, в котором он работает. Донна решает извиниться перед Рэем и приглашает его в «Косточку». Гриффин ревнует, а Дилан рассказывает Велори, что потерял все деньги… |                                                                                      |                    |                       |                                    |
| |                                                                                      |                    |                       |                                    |
| 5x06 | Homecoming / Возвращение домой                                                       | 12 октября 1994    | шилберт М. Шилтон     | Мэрэдит Стэйм                      |
| В город приезжает Фердинанд Куинтеро — президент далёкой страны Селаназии. Он останавливается у своего старого друга, ректора Арнольда. Брендону становится известно, что этот человек придерживается политики тирании. Позже юноша встречается с человеком, который предоставляет неоспоримые доказательства жестокости Фердинанда. Рэй приглашает Донну на свидание. Андрэа знакомится с красивым врачом-студентом Питером, а Джесси чересчур увлёкся флиртом на должности бармена. Стив, Гриффин, Велори и Келли решают украсть талисман спортивной команды противников — огромное чучело медведя… |                                                                                      |                    |                       |                                    |
| |                                                                                      |                    |                       |                                    |
| 5x07 | Who’s Zoomin' Who? / Кто кого изменяет?                                              | 19 октября 1994    | Габриэль Бюмон        | Карен Розин                        |
| Велори рассказывает Джиму, что Дилан — банкрот, а Стив решает устроить вечеринку по-соседству с Нэтом. Гриффин приглашает Донну на свидание, и девушка отправляется с ним в путешествие на самолёте, хотя уже пообещала встретиться с Рэем. Между Джимом и Диланом вновь возникает конфликт. Профессор Арнольд решает навестить дочь в самый неподходящий момент. Келли не нравится, что Джеки хочет сделать из Эйрин модель. Стив узнаёт, что Велори встречалась с Диланом — между ребятами происходит драка. Донне не нравится, что Гриффин настаивает на близости… |                                                                                      |                    |                       |                                    |
| |                                                                                      |                    |                       |                                    |
| 5x08 | Things That Go Bang In The Night / Ночные откровения                                 | 26 октября 1994    | Джейсон Пристли       | Чип Йоханссон                      |
| Настаёт очередной Хэллоуин. Велори хочет вернуться в Буффало, чтобы проведать мать. Стив решает дать Велори второй шанс. Между Андрэа и Джесси возникают противоречия на религиозной почве. Дэвид и Клэр едут в пустыню, чтобы увидеть НЛО. Донна порывает с Гриффином. У Дилана возникают серьезнее проблемы с наркотиками — Велори просит Брендона присмотреть за юношей… |                                                                                      |                    |                       |                                    |
| |                                                                                      |                    |                       |                                    |
| 5x09 | Intervention / Вторжение                                                             | 2 ноября 1994      | Дэниэл Аттиас         | Стив Вассерман и Джессика Клейн    |
| Ребята встревожены состоянием Дилана и уговаривают его лечь в наркологическую клинику. Донна и Рэй отправляются на ужин с родителями девушки. Келли собирается сняться для обложки журнала «Семнадцать». Донна случайно видит Дэвида и Клэр вместе. Дилан уезжает из клиники и по дороге домой машина срывается с обрыва… |                                                                                      |                    |                       |                                    |
| |                                                                                      |                    |                       |                                    |
| 5x10 | The Dreams Of Dylan McKay / Сны Дилана МакКея                                        | 9 ноября 1994      | Скотт Полин           | Чарльз Розин                       |
| Дилан в коме. Айрис приезжает к сыну. Клэр и Дэвид снимают фильм о футболе. Дилану снятся сны о Джеке и Эрике, свадьбе с Келли и французском поцелуе Донны и Клэр. Стив хочет, чтобы Раш купил клуб «После полуночи». Келли понимает, что всё ещё влюблена в Дилана. Джим и Синди видят курящую Велори… |                                                                                      |                    |                       |                                    |
| |                                                                                      |                    |                       |                                    |
| 5x11 | Hate Is Just A Four-Letter Word / Ненависть — всего лишь слово из четырёх букв       | 16 ноября 1994     | Лэс Ландау            | Чарльз Розин                       |
| В Калифорнийский университет должен приехать некий Роланд Тёрнер, проповедующий жестокие нацистские убеждения. В ожидании приезда Тёрнера еврейские студенты Калифорнийского университета устраивают пикет возле главного здания университета… Келли готовится к фотосессии для журнала «Семнадцать». На заседании университета раздаётся звонок — в здании заложена бомба… Донна дарит на 25-летие Рэя прекрасную электрогитару. Дилер Дилана приезжает в больницу и начинает угрожать юноше… |                                                                                      |                    |                       |                                    |
| |                                                                                      |                    |                       |                                    |
| 5x12 | Rock Of Ages / Рок всех поколений                                                    | 23 ноября 1994     | Дэвид Сэмель          | Ларри Моллин                       |
| В городе должен состояться концерт группы «Роллинг Стоунз». Однако все билеты распроданы, поэтому каждый пробирается на шоу как может — Брендон приглашает на концерт Андрэа; Мел дарит билеты Дэвиду и Клэр; Стива приглашает Клодетт — организатор концерта, и юноша просит билет для Келли, которая получила фото со съёмок для журнала. Тем временем Дилан знакомится в «Обществе анонимных алкоголиков и наркоманов» с парнем по имени Чарли, а Велори становится свидетельницей пикантной сцены между Синди и Джимом… |                                                                                      |                    |                       |                                    |
| |                                                                                      |                    |                       |                                    |
| 5x13 | Up In Flames / Объятый пламенем                                                      | 30 ноября 1994     | Гилберт М. Шилтон     | Мэрэдит Стэйм                      |
| Эмили приезжает в город, и Брендон отправляется на встречу с ней, а Келли, тем временем, решает навестить Дилана. Андрэа и Джесси просят Джима и Синди посидеть с малышкой Ханой. Стив и Гриффин устраивают вечеринку, а Дэвид, рассылая рекламу по Интернету, случайно закидывает её на чат лесбиянок… Во время вечеринки начинается пожар. Рэй спасает Стива и Велори, а девушка по имени Дэна не может найти свою подружку Алисон. Тем временем Келли и Алисон заперты в ванной наверху — кругом огонь, и неоткуда ждать помощи… |                                                                                      |                    |                       |                                    |
| |                                                                                      |                    |                       |                                    |
| 5x14 | Injustice For All / Несправедливость для всех                                        | 14 декабря 1994    | Майкл Лэнг            | Карен Розин                        |
| Келли находится в больнице — её спина сильно обгорела, а Алисон получила более сильные ожоги. Стива и Гриффина вызывают в суд. Наказание — 100 часов исправительных работ и штраф 1000$. Также Стив не имеет права организовывать вечеринки в течение 2 лет. Донна узнаёт, что у матери Рэя серьёзные проблемы с алкоголем. Дилан возвращается домой, где его ждут Синди и Велори. Позже разбирая почту, он находит письмо от неизвестной женщины с вложенной внутрь запиской от Эрики… |                                                                                      |                    |                       |                                    |
| |                                                                                      |                    |                       |                                    |
| 5x15 | Christmas Comes This Time Each Year / Рождество всегда приходит в одно и то же время | 21 декабря 1994    | Ричард Лэнг           | Макс Эйзенберг                     |
| Приходит Рождество. Дилан встречается с бывшей подружкой Джека, Кристин Пэттит, и просит её о помощи. Дэвид и Клэр решают продолжить дело Стива и взять под своё управление ночной клуб «После полуночи». Донна дарит маме Рэя билет в круиз. К Дилану приезжает эксцентричный Джей Джей Джонс, назвавший себя Джонси — мужчина обещает найти Эрику и деньги, если Дилан отдаст половину всей суммы. Фелис предлагает Рэю чек на крупную сумму, если он оставит её дочь. В семье Джесси и Андрэа возникают серьёзные религиозные разногласия… |                                                                                      |                    |                       |                                    |
| |                                                                                      |                    |                       |                                    |
| 5x16 | Sentenced To Life / Приговорённый к жизни                                            | 4 января 1995      | Джек Бэндэр           | Стив Вассерман и Джессика Клейн    |
| Андрэа вновь встречается с врачом Питером. Стив решает отработать свои сто часов общественного труда в доме для престарелых, где встречает Сола Говарда — бывшую звезду сериала «Дом Хартли». Донна предлагает Рэю выступить на открытии «После полуночи», но Рэй отказывается. У Келли возникают очередные подозрения насчёт Велори. Дилана вызывают в суд по поводу аварии, и юноша просит Джесси найти ему хорошего адвоката. Донна узнаёт, что у Рэя боязнь сцены и решает помочь ему в её преодолении. |                                                                                      |                    |                       |                                    |
| |                                                                                      |                    |                       |                                    |
| 5x17 | Sweating It Out -/ Пропотей!                                                         | 11 января 1995     | Джейсон Пристли       | Чип Йоханссон                      |
| Дилан и Брендон отправляются на прогулку к озеру Уитни. Келли и Велори идут на семинары по психологии под руководством профессора Кинли. У Рэя всё ещё боязнь сцены и Донна решает обратиться за помощью к Стиву. Велори влечёт к Рэю. Выходит так, что Дилан и Брендон оскверняют древнюю индейскую землю, и в качестве наказания их заставляют копать яму. Местный шериф заставляет Брендона и Дилана пройти старинный индийский обряд… |                                                                                      |                    |                       |                                    |
| |                                                                                      |                    |                       |                                    |
| 5x18 | Hazardous To Your Health / Опасный для Вашего здоровья                               | 18 января 1995     | Джеймс Уитмор-Младший | Ларри Моллин                       |
| После звонка Джонси, Дилан уезжает в Бразилию, где скрываются Сьюзан и Кевин. Юноша просит Велори о помощи. Между Брендоном и Келли происходит ссора, когда юноша высказывает свои подозрения по поводу профессора Финли. Клэр и Дэвид спорят о музыкальной направленности клуба «После полуночи»… |                                                                                      |                    |                       |                                    |
| |                                                                                      |                    |                       |                                    |
| 5x19 | Little Monsters / Маленькие чудовища                                                 | 1 февраля 1995     | Джеймс Экхаус         | Мэрэдит Стэйм                      |
| Дилан возвращается с Гавайев, где он оставил Эрику вместе с Айрис. Велори решает получить ещё денег и встречается с Джонси. Рэй должен встретиться с агентом по поиску новых звёзд — им агентом оказывается Эриел Хантер. Джесси уезжает в Сан-Франциско, а Андрэа и Питер целуются. Профессор Финли требует, чтобы Келли рассталась с Брендоном, а Дэвид и Клэр узнают «тёмную сторону» Рэя… |                                                                                      |                    |                       |                                    |
| |                                                                                      |                    |                       |                                    |
| 5x20 | You Gotta Have Heart / Должно же у тебя быть сердце!                                 | 8 февраля 1995     | Гилберт М. Шилтон     | Макс Эйзенберг                     |
| В День Святого Валентина в ночном клубе проходит благотворительная акция. Келли никак не решается порвать с Бредоном. Андрэа узнаёт, что Питер женат. Велори съезжает от Уолшей в гостиницу, где проводит ночь с Рэем. Брендон просит Дилана о помощи… |                                                                                      |                    |                       |                                    |
| |                                                                                      |                    |                       |                                    |
| 5x21 | Stormy Weather / Штормовая погода                                                    | 15 февраля 1995    | Бэтани Руни           | Лана Фрэйстат Мэльман              |
| Рэй пытается избежать встреч с Велори, но девушка начинает его шантажировать. Дилан вступает в общество профессора Финли — он предлагает профессору сделку. Брендон находит бывшего члена группы Финли — юноша рассказывает Келли о том, что Финли когда-то обманным путём получил от него огромную сумму денег. Андрэа начинает работать в госпитале вместе с Питером. Финли подталкивает Келли к связи с Диланом… |                                                                                      |                    |                       |                                    |
| |                                                                                      |                    |                       |                                    |
| 5x22 | Alone At The Top / Один на вершине                                                   | 22 февраля 1995    | Виктор Лобл           | Стив Вассерман и Джессика Клейн    |
| Велори выкупает долю Раша, и становится хозяйкой клуба «После полуночи» и увольняет Рэя. Дэвид поддерживает Велори, и Донна ссорится с ними. Калифорнийский университет захлёстывает волна преступности — сначала воруют велосипеды, а затем насилуют студентку. Подозрения падают на нового друга Дэвида, Лени Зелински. Велори хочет быть с Диланом, но он всё ещё влюблён в Келли. Рэй прощается с Донной перед отъездом на гастроли. Дилан видит Питера и Андрэа вместе в одном из отелей города… |                                                                                      |                    |                       |                                    |
| |                                                                                      |                    |                       |                                    |
| 5x23 | Love Hurts / Любовь причиняет боль                                                   | 1 марта 1995       | Гилберт М. Шилтон     | Кен Стрингер                       |
| Велори говорит Донне, что это Дэвид предложил уволить Рэя. Дилан со своим другом Чарли из реабилитационного центра пишет сценарий фильма. Лени говорит Брендону, что знает, кто настоящий преступник. Дэвид решает помириться с Донной. В домике на берегу на Донну нападает университетский насильник… |                                                                                      |                    |                       |                                    |
| |                                                                                      |                    |                       |                                    |
| 5x24 | Unreal World / Выдуманный мир                                                        | 15 марта 1995      | дэвид Сэмель          | Мэрэдит Стэйм                      |
| Дэвид и Клэр просят ребят сняться в их небольшом проекте. Все явно решили повеселиться, но Стив налил в арбуз водку, и весёлый вечер заканчивается пьяным скандалом и любовными откровениями — Келли узнаёт, что Мел и Джеки решили снова сойтись; Селеста сообщает Стиву, что выходит замуж, а Клэр, приревновав Дэвида к Донне, порывает с ним. Велори проводит ночь с Диланом. Андрэа узнаёт, что Джесси изменил ей и пытается найти в себе силы для ответного признания, а Велори возвращается к Уолшам… |                                                                                      |                    |                       |                                    |
| |                                                                                      |                    |                       |                                    |
| 5x25 | Double Jeopardy / Двойной Джеопарди                                                  | 29 марта 1995      | Ричард Лэнг           | Кристин Элис МакКарти и Сэм Сэркар |
| После ссоры с Андрэа, Джесси на время переезжает к Дилану. Клэр и Брендон собираются принять участие в игре «Джеопарди», но защищать честь университета может только один студент. Андрэа хочет развода. Дилан и Чарли продолжают работу над сценарием. Дэвид хочет попробовать начать новые отношения с Донной, но Рэй приглашает девушку в Портленд… |                                                                                      |                    |                       |                                    |
| |                                                                                      |                    |                       |                                    |
| 5x26 | A Song For My Mother / Песня для моей матери                                         | 5 апреля 1995      | Чип Чалмерс           | Макс Эйзенберг                     |
| Дэвид в Портленд, чтобы навестить свою мать — там он выясняет, что его мать пропала без вести. Дэвид просит Рэя и Донну о помощи. Велори делает себе татуировку, а Дилан пробует гипноз в качестве лечения. Рэй ревнует Донну к Дэвиду, и между молодыми людьми происходит ссора… |                                                                                      |                    |                       |                                    |
| |                                                                                      |                    |                       |                                    |
| 5x27 | Squash It! / «Забей» на это!                                                         | 12 апреля 1995     | Лэс Ландау            | Фил Сават                          |
| Дилан продолжает лечение гипнозом. Клуб терпит убытки, и Дэвид решает организовать хип-хоп вечеринку. Велори уезжает к Рэю. Дэвид и Клэр снова начинают встречаться, Джесси и Андрэа пытаются справиться со своими проблемами, а Донна скучает по Рэю… |                                                                                      |                    |                       |                                    |
| |                                                                                      |                    |                       |                                    |
| 5x28 | Girls On The Side / Девушки побоку                                                   | 3 мая 1995         | Виктор Лобл           | Мэрэдит Стэйм                      |
| Рэй возвращается с гастролей. Велори организует его концерт в клубе. Фотография Келли появляется на страницах журнала «Семнадцать». На концерт Рэя приходит его мать — женщина напивается, и Дэвиду с Клэр приходится отвозить её домой. По дороге она рассказывает о связи Рэя и Велори. Ради Андрэа Джесси отказывается от серьёзного предложения о работе в Айдахо. Келли встречает Дэну и узнаёт, что Алисон влюблена в неё… |                                                                                      |                    |                       |                                    |
| |                                                                                      |                    |                       |                                    |
| 5x29 | The Real McKay / Настоящий МакКей                                                    | 10 мая 1995        | Джейсон Пристли       | Чарльз Розин                       |
| Джесси предлагают стать преподавателем в Йельском университете. Келли уезжает в Нью-Йорк. Велори обещает ей, что позаботится о Брендоне. Андрэа решает продолжить обучение в Йеле. Рэй и Донна идут в боулинг. У Брендона возникают проблемы в студенческом совете. Дилан звонит Келли и признаётся девушке в своих чувствах… |                                                                                      |                    |                       |                                    |
| |                                                                                      |                    |                       |                                    |
| 5x30 | Hello Life, Goodbye Beverly Hills! / Привет жизнь, прощай Беверли Хиллз!             | 17 мая 1995        | Джеймс Уитмор-Младший | Стив Вассерман и Джессика Клейн    |
| Джесси и Андрэа готовятся к отъезду, а Джим получает предложение о работе в Гонконге. Дилан дарит Келли билет в кругосветное путешествие на двоих, и девушка должна сама решить, кому отдать второй билет. Узнав об этом, Брендон делает Келли предложение. Ребята устраивают в школе «Западного Беверли» прощальную вечеринку для Андрэа. Велори просит Брендона отказаться от Келли. Донна и Рэй вновь ссорятся… |                                                                                      |                    |                       |                                    |
| |                                                                                      |                    |                       |                                    |
| 5x31,32 | P.S. I Love You, Parts 1 & 2 / И напоследок… я люблю тебя, Части 1 и 2               | 24 мая 1995        | Виктор Лобл           | Ларри Моллин и Чип Йоханссон       |
| Ребята уезжают отдыхать в Палм-Спрингс. Келли едет в больницу, чтобы забрать Алисон. Джим и Синди уезжают в Гонконг. Дилан и Чарли находят богатого продюсера — некоего мистера Роуза. Стив знакомится с очаровательной красавицей Эль. Алисон признаётся Келли в любви… Келли приезжает в Палм-Спрингс. Дилан узнаёт, что мистер Роуз виновен в смерти Джека. Келли хочет вернуть Брендона, но юноша слишком зол на неё. Стив узнаёт неприятный и весьма шокирующий сюрприз о своей новой подружке Эль. Брендон накурился, и теперь ему видятся его родители, упрекающие юношу за то, что он хочет переспать с Велори. Дилану грозит опасность. Во время ссоры с Рэем Донна падает с лестницы. Вернувшись в Беверли-Хиллз, Брендон узнаёт, что дом уже продан… |                                                                                      |                    |                       |                                    |

### Сезон 6 (1995—1996)
| Эпизод | Название                                                                                     | Дата выхода в эфир | Режиссёр              | Сценаристы                                                          |
| --- | -------------------------------------------------------------------------------------------- | ------------------ | --------------------- | ------------------------------------------------------------------- |
| |                                                                                              |                    |                       |                                                                     |
| 6x01 | Home Is Where The Tart Is / Дом там, где твоя подружка                                       | 13 сентября 1995   | Майкл Лэнг            | Стив Вассерман и Джессика Клейн                                     |
| Брендон возвращается домой после летней практики в Бостоне. К Валери приезжает её подруга из Буффало, Джинджер. Келли возвращается из Нью-Йорка вместе со своим новым любовником — художником Колином Роббинсом. В разгар вечеринки, устроенной Стивом, к Брендону приходит агент по продаже и говорит, что сделка о продаже дома Уолшей сорвалась. Брендон в отчаянии — ребята разнесли почти весь дом. Дилан догадывается, кто убил его отца, и собирается начать собственным расследованием. Дэвид получает от отца особняк. Донна и Рэй отправляются на вечеринку на яхте доктора Мартина. У одной из отдыхающих пропадает кольцо… |                                                                                              |                    |                       |                                                                     |
| |                                                                                              |                    |                       |                                                                     |
| 6x02 | Buffalo Gals / Девчонки из Буффало                                                           | 13 сентября 1995   | Джеймс Уитмор-Младший | Майк Лайонс и Кимберли Уэллс                                        |
| Брендон и ребята приводят дом Уолшей в порядок, и Стив решает переехать жить к Брендону. Ребята устраивают вечеринку с концертом в честь двадцать первого Дня Рождения Келли. Донна обнаруживает в куртке Рэя пропавшее кольцо. Джинджер обкрадывает друзей Валери. Она дарит Келли дорогие серьги, тогда Валери рассказывает всем, что это именно Джиндер украла кольцо у женщины, во время вечеринки на яхте. Дилан пытается убить Энтони Маршетта — человека, виновного в смерти Джека, но не смог. Колин дарит Келли особенный подарок, а Донна решается на близость с Рэем… |                                                                                              |                    |                       |                                                                     |
| |                                                                                              |                    |                       |                                                                     |
| 6x03 | Must Be A Guy Thing / Всё дело в парне                                                       | 20 сентября 1995   | Джейсон Пристли       | Джон Эйзендрас                                                      |
| Начинается новый учебный год — Клэр даёт Стиву частные уроки по математике, а Брендон хочет устроиться на работу в университетскую газету, но главный редактор Сьюзен Китс отказывает ему. Келли с удивлением узнаёт, что несколько лет назад Валери и Колин встретились в Европе. Дэвид покупает своей матери Шейле квартиру. Директор звукозаписывающей компании предлагает Рэю заключить контракт, а Дилан разрабатывает изощрённый план мести Энтони Маршетту… |                                                                                              |                    |                       |                                                                     |
| |                                                                                              |                    |                       |                                                                     |
| 6x04 | Everything’s Coming Up Roses / Всё сводится к розам                                          | 27 сентября 1995   | Виктор Лобл           | Дина Кигро                                                          |
| Донна решает принять участие в конкурсе красоты, посвящённому 107 Ежегодному Параду Роз. Планы Дилана рушатся после того, как юноша понимает, что влюбился в Тони — дочь Энтони Маршетта. Стив знакомится с девушкой по Интернету и назначает ей встречу в «Косточке». Мать Дэвида пытается покончить жизнь самоубийством. Брендон и Сьюзен понимают, что неравнодушны друг к другу. Стива ждёт удивительный сюрприз, когда он приходит в кафе на свидание с таинственной незнакомкой из Интернета. |                                                                                              |                    |                       |                                                                     |
| |                                                                                              |                    |                       |                                                                     |
| 6x05 | Lover’s Leap / Прыжок к любви                                                                | 4 октября 1995     | Бэтани Руни           | Кен Стрингер                                                        |
| Валери мучают ночные кошмары о самоубийстве её отца. Тони пригласила всех друзей Дилана на ужин в свой дом. Врачи сообщают Дэвиду, что есть только один способ спасти его мать — шоковая терапия, но Дэвид категорически против этого. Стив и Клэр целуются. Дэвид готов решиться на отчаянный шаг, но Валери вовремя приходит на помощь… |                                                                                              |                    |                       |                                                                     |
| |                                                                                              |                    |                       |                                                                     |
| 6x06 | Speechless / Немые                                                                           | 18 октября 1995    | Дэвид Сэмель          | Ларри Моллин и Мэрэдит Стэйм                                        |
| Клэр, Донна, Валери и Келли уезжают на отдых, но по неудачному стечению обстоятельств попадают в монастырь, где им приходится хранить молчание. Тони приглашает Дилана на ужин с её отцом. Брендон узнаёт, что в его доме снимают порнофильм. Валери рассказывает Донне, что Рэй изменил ей. Энтони угрожает Дилану: юноша должен забыть о Тони. Колин изменяет Келли со своим спонсором Клаудией. Донна порывает с Рэем, а Дилан рассказывает Тони всю правду… |                                                                                              |                    |                       |                                                                     |
| |                                                                                              |                    |                       |                                                                     |
| 6x07 | Violated / Нарушение                                                                         | 25 октября 1995    | Кристофер Гиблер      | Мэрэдит Стэйм                                                       |
| Маршетт ставит дочери ультиматум: либо он, либо Дилан. Келли узнаёт, что Клаудия — спонсор Колина. Профессор Хэйвуд пристаёт к Валери, но она отвергает его. На следующий день девушка получает «2» за реферат. Стив и Клер готовятся к романтическому вечеру в отеле. Дэвид поддерживает Валери. Брендон и Сьюзен проводят расследование и выясняют, что Валери не единственная студентка, терпевшая домогательства Хэйвуда, а Келли расстаётся с Колином… |                                                                                              |                    |                       |                                                                     |
| |                                                                                              |                    |                       |                                                                     |
| 6x08 | Gypsies, Cramps & Fleas / Цыгане, судороги и блохи                                           | 1 ноября 1995      | Берт Бринкерхофф      | Кристин Элис МакКарти и Сэм Сэркар                                  |
| Наступает Хеллоуин. Энтони признаётся дочери, что это он приказал убить Джека МакКея. Колин расстаётся с Клаудией, и Келли возвращается к нему. Брендон узнаёт о предыдущих отношениях Сьюзен с Джонатаном Кастаном. Дэвид влюбляется в Валери, а сама девушка хочет заполучить Колина. На вечеринке в клубе появляется некая мадам Рейвин, чьё любовное зелье растопило лёд в отношениях Стива и Клер. Колин решает заняться преподаванием в Школе Искусств. Донна танцует со спортсменом Джо Бредли, что вызывает ревность Рэя. Между ними завязывается драка… |                                                                                              |                    |                       |                                                                     |
| |                                                                                              |                    |                       |                                                                     |
| 6x09 | Earthquake Weather / Землетрясение                                                           | 6 ноября 1995      | Гилберт М. Шилтон     | Майк Лайонс и Кимберли Уэллс                                        |
| В городе царит невообразимая жара. Дилан делает Тони предложение. Рэй посещает психотерапевта. Донна выходит в полуфинал конкурса красоты и находит фотографию 1969 года, на которой узнаёт в одной из участниц конкурса свою мать. Дилан рассказывает друзьям о своей грядущей свадьбе — Келли ревнует. Донна понимает, что ей нравится Джо. После землетрясения Брендон и Сьюзен застревают в лифте с женщиной по имени Элен, у которой внезапно начинаются роды. Маршетт приказывает своему телохранителю убить Дилана… |                                                                                              |                    |                       |                                                                     |
| |                                                                                              |                    |                       |                                                                     |
| 6x10 | One Wedding & A Funeral / Одна свадьба и похороны                                            | 8 ноября 1995      | Джеймс Уитмор-Младший | Стив Вассэрман                                                      |
| К Беверли Хиллз приближается шторм. Ребята устраивают холостяцкие вечеринки для Дилана и Тони. Дилан получает письма от Бренды, а также от Джима и Синди. Рэй угрожает Донне. Брендон становится шафером. На следующий день после свадьбы Маршетт назначает Дилану встречу, но Тони решает сама поговорить с отцом. Телохранитель Маршета, Бруно, сообщает Брендону, что тот решил убить Дилана, но по ошибке киллер убивает Тони… После похорон Тони и разговора с Маршеттом Дилан уезжает из города, взяв с собой котёнка Тони, Беду… |                                                                                              |                    |                       |                                                                     |
| |                                                                                              |                    |                       |                                                                     |
| 6x11 | Offensive Interference / Оскорбительное вмешательство                                        | 15 ноября 1995     | Скотт Полин           | Ларри Моллин                                                        |
| Рэй подаёт в суд на Джо за избиение. К Валери приезжает Джонси и просит её помочь с одним делом — она должна изобразить проститутку и «подцепить» одного опасного человека, чтобы Джонси получил компромат на него. Однако всё идёт не так, и Дэвиду приходится вызволять Валери из тюрьмы. |                                                                                              |                    |                       |                                                                     |
| |                                                                                              |                    |                       |                                                                     |
| 6x12 | Breast Side Up / Мне грудинку, пожалуйста!                                                   | 22 ноября 1995     | Дэвид Сэмель          | Джессика Клейн                                                      |
| Настаёт День благодарения. Колин и Сьюзен уезжают по делам в Нью-Йорк. Ребята собираются на ужин у Брендона. Шейла благодарит Валери за то, что она вновь сделала Дэвида счастливым. Донна решает устроить на День Рождения Джо превосходный сюрприз. Келли остаётся в особняке Уолшей, а на следующее утро Валери застаёт девушку в объятиях Брендона… |                                                                                              |                    |                       |                                                                     |
| |                                                                                              |                    |                       |                                                                     |
| 6x13 | Courting / Ухаживание                                                                        | 29 ноября 1995     | Гилберт М. Шилтон     | Джон Эйзендрас                                                      |
| Начинается суд над Джо. Валери рассказывает Колину и Сьюзен о том, что Келли ночевала в День благодарения у Брендона. Конкурс красоты подходит к своему финалу… |                                                                                              |                    |                       |                                                                     |
| |                                                                                              |                    |                       |                                                                     |
| 6x14 | Fortunate Son / Везучий парень                                                               | 13 декабря 1995    | Джеймс Фарго          | Лана Фрэйстат Мэльман, Стив Вассерман, Джон Эйзендрас и Джон Уилпли |
| «После полуночи» проводит благотворительную акцию помощи детям, и ребята превращают клуб в казино на один вечер. Донна и Джо помогают мальчику Иссайе из бедного квартала. У Брендона вновь возникают проблемы с азартными играми, и юноша ссорится со Сьюзен, а Келли и Валери торгуются за картину Колина… |                                                                                              |                    |                       |                                                                     |
| |                                                                                              |                    |                       |                                                                     |
| 6x15 | Angels We Have Heard On High / Ангелы, которых мы слышали высоко в небе                      | 20 декабря 1995    | Джейсон Пристли       | Фил Сэват                                                           |
| К Брендону приезжает мама Синди — они с Джимом собираются разводиться. Стив и Клэр разносят подарки по просьбе Раша, но из-за путаницы Стив ссорится с отцом. Ребята собираются у Уолшей. Валери рассказывает Келли о том, что Колин употребляет наркотики. Джо дарит Донне на День рождения говорящего попугая. Стив узнаёт, кто его настоящий отец. |                                                                                              |                    |                       |                                                                     |
| |                                                                                              |                    |                       |                                                                     |
| 6x16 | Turn Back The Clock / Поверните время вспять                                                 | 3 января 1996      | Грэйм Линч            | Ларри Моллин                                                        |
| Бывший парень Сьюзен, Джонатан, приезжает к девушке на Новый год. Позже Брендон видит их целующимися. Келли ссорится с Колином из-за наркотиков. Стив присматривает за своими сводными братьями — Остином и Райаном. |                                                                                              |                    |                       |                                                                     |
| |                                                                                              |                    |                       |                                                                     |
| 6x17 | Fade In, Fade Out / Исчезни и появись вновь…                                                 | 10 января 1996     | Джейсон Пристли       | Мэрэдит Стэйм                                                       |
| Стив и Клэр узнают, что в молодости Нет был актёром. К Келли приезжает её отец, Билл Тейлор — он хочет купить дом в Беверли Хиллз. Нет встречает свою старую любовь Джоанн Даймонд. Джонатан вновь встаёт между Сьюзен и Брендоном. Дэвид ревнует Валери к Колину. Доктор Мартин сообщает Джо, что у него серьёзные проблемы с сердцем, но врач команды заверяет юношу, что Джо может продолжать играть. Келли принимает наркотики… |                                                                                              |                    |                       |                                                                     |
| |                                                                                              |                    |                       |                                                                     |
| 6x18 | Snowbound / Занесённый снегом                                                                | 17 января 1996     | Чип Чалмерс           | Джон Уилпли                                                         |
| После глупого спора Клэр и Стив оказываются в автошколе, где получают приглашение участвовать в новом телешоу. Валери понимает, что у Келли и Колина серьёзные проблемы. Она рассказывает об этом Дэвиду. Сьюзен хочет написать статью о Джо, что становится причиной ссоры между ней и Брендоном. Состояние Джо постепенно ухудшается. Дэвид угрожает Колину. |                                                                                              |                    |                       |                                                                     |
| |                                                                                              |                    |                       |                                                                     |
| 6x19 | Nancy’s Choice / Выбор Ненси                                                                 | 31 января 1996     | Джеймс Уитмор-Младший | Джон Эйзендрас                                                      |
| Сьюзен получает престижную премию за статью о девушке Ненси, которой пришлось сделать аборт. Валери пытается помочь Колину «завязать» с наркотиками, но её попытки терпят неудачу. Стив вновь встречает своего старого знакомого Эль — трансвестита, с которым он по ошибке встречался в Палм Спрингс. Теперь Эль заинтересовалась ректором Арнольдом. Однако Клэр не верит Стиву, когда тот говорит ей, что Эль на самом деле мужчина. Брендон узнаёт, что Сьюзен и есть Ненси, а Джонатан был отцом ребёнка. |                                                                                              |                    |                       |                                                                     |
| |                                                                                              |                    |                       |                                                                     |
| 6x20 | Flying / Полёт                                                                               | 7 февраля 1996     | Чип Чалмерс           | Фил Сэват                                                           |
| Донна, Клэр и Валери устраивают распродажу, а в городе вновь появляется Джинджер — она начинает шантажировать Валери. Джонатан берёт Брендона, Стива и Джо на аэродром. Неожиданно Джо становится плохо. После того, как Клэр находит в домике на пляже наркотики, она выгоняет Келли, и девушка переезжает жить к Колину. Пока Брендон пытается помочь Келли, Сьюзен проводит вечер с Джонатаном… |                                                                                              |                    |                       |                                                                     |
| |                                                                                              |                    |                       |                                                                     |
| 6x21 | Bleeding Hearts / Кровоточащие сердца                                                        | 14 февраля 1996    | Джейсон Пристли       | Лана Фрэйстат Мэльман                                               |
| Донна устраивает в «Персиковой косточке» вечеринку. Валери рассказывает Дэвиду о сделке, которую предлагает Джинджер — она оставит Валери в покое, если проведёт одну ночь с Дэвидом. Джо выгоняют из команды, когда узнают, что у него проблемы с сердцем. Тогда юноша решает бросить колледж. Келли и Колин ссорятся из-за дозы, тогда девушка отправляется на квартиру к дилеру Денни… |                                                                                              |                    |                       |                                                                     |
| |                                                                                              |                    |                       |                                                                     |
| 6x22 | All This & Mary Too / Всё прочее… и Мери                                                     | 21 февраля 1996    | Джеймс Фарго          | Сэм Сэркар                                                          |
| Келли ложится в наркологическую клинику, где знакомится с девушкой по имени Тара. Джо впадает в отчаяние, и Донна не знает, как ему помочь. Стив, Клэр, Дэвид, Брендон и Сьюзен уезжают на горный курорт, где ребята устраивают два свидания для Дэвида. Келли расстаётся с Колином. Во время лыжной прогулки Брендона и Сьюзен с девушкой происходит несчастный случай, и теперь она не может идти. Ребята волнуются за друзей, а тем временем начинается сильный буран. Валери и Колин начинают встречаться. |                                                                                              |                    |                       |                                                                     |
| |                                                                                              |                    |                       |                                                                     |
| 6x23 | Leap Of Faith / Прыжок веры                                                                  | 28 февраля 1996    | Кристофер Гилбер      | Кен Стрингер                                                        |
| Келли понимает, что всё ещё любит Колина. Брендон и Сьюзен едут в Сан-Диего, чтобы навестить родителей девушки. Стив покупает мотоцикл — это очень не нравится Клэр. Дэвид рассказывает Келли, что Колин встречается с Валери. Брендон становится свидетелем семейной ссоры. Колина арестовывают за хранение наркотиков… |                                                                                              |                    |                       |                                                                     |
| |                                                                                              |                    |                       |                                                                     |
| 6x24 | Coming Out, Getting Out, Going Out / Выход                                                   | 13 марта 1996      | Гилберт М. Шилтон     | Джон Уилпли                                                         |
| Колину грозят два года тюрьмы. Валери вносит за него залог, заложив клуб «После полуночи», а Келли выписывают из больницы. Ребята помогают Нету воссоединиться с Джоанной. Студент-медик Грег МакКин приглашает Келли на свидание, а Тара сбегает из больницы… |                                                                                              |                    |                       |                                                                     |
| |                                                                                              |                    |                       |                                                                     |
| 6x25 | Smashed / Раздавленные                                                                       | 20 марта 1996      | Чарли Коррэлл         | Мэрэдит Стэйм                                                       |
| Тара переезжает жить к Келли, Донне и Клэр. Валери уговаривает Колина согласиться на условия адвоката — отсидеть свой срок в тюрьме. Джо ревнует Донну к Дэвиду. Раш даёт Стиву 200 долларов за то, чтобы он присмотрел за Райаном и Остином во время вечеринки в доме Уолшей. Но всё выходит из-под контроля, и «скорая» увозит Райана с диагнозом «алкогольное отравление»… |                                                                                              |                    |                       |                                                                     |
| |                                                                                              |                    |                       |                                                                     |
| 6x26 | Flirting With Disaster / Флиртуя с Бедой                                                     | 3 апреля 1996      | Дэвид Сэмель          | Джон Эйзендрас                                                      |
| Келли просит Дэвида «уделить внимание» Таре, а девушка тем временем пытается разлучить Келли и Грега. Брендон, Джо, Стив, Клэр, Донна и Сьюзен едут на пикник, где встречают Элис, Бекки и Маргарет — трёх обворожительных девушек. Атмосфера в компании становится напряжённой. К Колину приезжает его слепой отец Грэхэм, и Валери узнаёт, что у отца с сыном довольно натянутые отношения… |                                                                                              |                    |                       |                                                                     |
| |                                                                                              |                    |                       |                                                                     |
| 6x27 | Strike The Match / Состязание                                                                | 10 апреля 1996     | Джеймс Даррен         | Стив Вассерман                                                      |
| Клэр, Стив, Джо, Брендон и Сьюзен вместе готовятся к экзаменам. Дэвид и Донна снимают музыкальный клип, а Джо не нравится чересчур раскрепощённое поведение девушки. Клэр не может свыкнуться с мыслью, что Тара теперь будет жить с ними, и переезжает к Стиву и Брендону. Между Дэвидом и Колином происходит драка после того, как кто-то угрожает Валери. Брендона приглашают на лето поработать репортёром в Бостон, но отказывается от него, чтобы быть со Сьюзен. Стив и Клэр ссорятся после того, как юноша случайно портит шаль Клэр, которая досталась ей от матери. Тара делает такую же причёску, как у Келли, и у девушки возникают серьёзные подозрения относительно её новой соседки… |                                                                                              |                    |                       |                                                                     |
| |                                                                                              |                    |                       |                                                                     |
| 6x28 | The Big Hurt / Великая боль                                                                  | 1 мая 1996         | Фрэнк Тэкери          | Ларри Моллин                                                        |
| Колин приговорён к тюремному заключению на 2 года. К Клэр приезжает друг её детства, принц Карл — он предлагает девушке уехать вместе с ним на его родину. Донне предлагают контракт на съёмки нескольких музыкальных видеоклипов. Келли просит Тару немедленно съехать с квартиры на пляже. Карл делает Стиву неожиданный подарок. Тара похищает Келли и пытается её убить… |                                                                                              |                    |                       |                                                                     |
| |                                                                                              |                    |                       |                                                                     |
| 6x29 | Ticket To Ride / Билет в путешествие                                                         | 8 мая 1996         | Энсон Уилльямс        | Мэрэдит Стэйм и Джон Уилпли                                         |
| Сьюзен и Брендон выигрывают в лотерее 5 тысяч долларов. Колин сбегает из полицейского участка. Валери в отчаянии — если его не найдут, у неё отберут клуб. Сьюзен теряет лотерейный билет и ссорится из-за этого с Брендоном. Колин приходит к Келли и просит девушку о помощи. Карл дарит Клэр жемчужное ожерелье, а Стив падает с лестницы… |                                                                                              |                    |                       |                                                                     |
| |                                                                                              |                    |                       |                                                                     |
| 6x30 | Ray Of Hope / Луч надежды                                                                    | 15 мая 1996        | Гилберт М. Шилтон     | Фил Сэват                                                           |
| Дэвид и Донна снимают клип на песню Рэя Пруитта. Валери просит помощи у Келли, но она отказывает. Тогда Брендон говорит Келли, что Нэт может потерять «Персиковую Косточку». Джо рассказывает доктору Мартину, что он получил предложение тренировать школьную футбольную команду в своём родном городке. Сьюзен уезжает по делам в Вашингтон. Карл приглашает Клэр в ресторан, а Джо делает Донне предложение и просит девушку уехать вместе с ним из Беверли Хиллз. Келли, Брендон и Валери продолжают поиски Колина… |                                                                                              |                    |                       |                                                                     |
| |                                                                                              |                    |                       |                                                                     |
| 6x31,32 | You Say It’s Your Birthday, Parts 1 & 2 / Ты сказал, что это твой День Рождения, Части 1 и 2 | 22 мая 1996        | Майкл Лэнг            | Ларри Моллин и Стив Вассерман                                       |
| Карл устраивает на огромном корабле вечеринку в честь Дня рождения Стива. Чтобы помочь в поисках Колина, Джей Джей Джонси присылает Валери агента ФБР по имени Ричард Беллами. Эрик Бадман проявляется интерес к Келли и Донне. От Дилана приходит письмо, откуда ребята узнают, что он в Лондоне с Брендой. Донна решает не говорить об этом Келли. Сьюзен приглашают участвовать в предвыборной программе в Вашингтоне. Андреа приезжает на праздник, чтобы поздравить Стива. Агент Беллами допрашивает друзей Валери. Во время вечеринки Карл признаётся Стиву в своих чувствах к Клэр, а саму девушку просит всё спокойно обдумать. Брендон понимает, что Сьюзан уже решила уехать в Вашингтон. Нэт узнаёт, что Джоанна ждёт ребёнка. Дэвид и Донна решают начать всё сначала. Брендон и Стив вновь встречают Колина и устремляются в погоню за ним… |                                                                                              |                    |                       |                                                                     |

### Сезон 7 (1996—1997)
| Эпизод | Название                                                       | Дата выхода в эфир | Режиссёр              | Сценаристы               |
| --- | -------------------------------------------------------------- | ------------------ | --------------------- | ------------------------ |
| |                                                                |                    |                       |                          |
| 7x01 | Remember The Alamo / Помните Аламо                             | 21 августа 1996    | Джеймс Уитмор-Младший | Ларри Моллин             |
| Во время путешествия, у Стива и Брендона ломается машина, и они застревают в маленьком городке под названием Хэдли Сити. Стив уезжает домой на автобусе, а Брендон решает подождать, пока не починят его машину. Здесь он знакомится с обворожительной библиотекаршей Марией Мёрфи, показавшей юноше город. Стив хочет устроить сюрприз Клэр, а Вэлери видит его обнажённым. После летней практики Келли начинает работать в клинике для больных СПИДом. Дэвид вновь ссорится с Донной, а Стив и Клэр долго блуждают в аэропорте, не замечая друг друга...                                                                     |                                                                |                    |                       |                          |
| |                                                                |                    |                       |                          |
| 7x02 | Here We Go Again / А вот и мы!                                 | 28 августа 1996    | Энсон Уилльямс        | Стив Вассерман           |
| Стив ссорится с Келли и Клэр. Донна встречает свою старую любовь Кейси. Брендона приглашают работать на университетское телевидение. Клэр уверенна, что Стив всё ещё влюблён в Келли. Дэвид знакомится с Марком Ризом, который предлагает юноше поселиться у него. Тем временем, Стив даёт своим братьям Остину и Райану любовные советы. У Вэлери свидание с привлекательным и женатым Кенни Бэннерманом, от которого она получает ссуду на 10 тысяч долларов в качестве подарка. Стив признаётся Келли, что в старших классах пускал «грязные» слухи о ней…                                                                  |                                                                |                    |                       |                          |
| |                                                                |                    |                       |                          |
| 7x03 | Mate For Life / Спутник жизни                                  | 4 сентября 1996    | Берт Бринкерхофф      | Джон Уэлпли              |
| Настаёт день свадьбы Джоан и Нэта. На свадьбу приезжает дочь Джоан, Лили – исполнительница эротических танцев, положившая глаз на Брендона. Келли ревнует. Кенни заставляет Вэлери ревновать. У Джоан и Нэта рождается сын Френки. Стив озадачен признанием Клэр. Келли знакомится в клинике с фокусником Джимми Голдом, больным СПИДом… |                                                                |                    |                       |                          |
| |                                                                |                    |                       |                          |
| 7x04 | Disappearing Act / Процесс исчезновения                        | 11 сентября 1996   | Дэвид Сэмель          | Джон Эйзендрас           |
| Донна рассказывает Мелу, что Дэвид не собирается продолжать учиться в университете, поэтому Мел отказывается давать сыну деньги. Брендон и Марк находят новую ведущую для новостей – Трейси Гэлиан. Однако девушка так волнуется, что прямо перед самым эфиром! Келли боится, что могла случайно заразиться СПИДом от Джимми. Вэлери и Кенни встречаются в отеле «Белэйдж». Келли с ребятами приходят на «волшебное» выступление Джимми. Позже юноша признаётся Келли, что ему осталось жить всего несколько дней… |                                                                |                    |                       |                          |
| |                                                                |                    |                       |                          |
| 7x05 | Pledging My Love / Заверения любви                             | 18 сентября 1996   | Джеймс Даррен         | Фил Сэват                |
| Начинается новый учебный год. Брендон и Марк делают репортаж с торжественной церемонии, а Стив с ребятами решают устроить розыгрыш. Однако всё идёт не так, как было запланировано, и последствия шутки грозят исключением Стива из университета - ректор Арнольдс намерен установить личности хулиганов. Донна помогает спортсменке Денни Сент Джон попасть в её женскую общину, а Вэлери «соблазняет» Кенни. Ситуация складывается так, что если Брендон становится перед выбором – спасти друга или студенческий телеканал. Келли переживает тяжёлые времена - Джимми умер, и это событие полностью выбивает её из колеи... |                                                                |                    |                       |                          |
| |                                                                |                    |                       |                          |
| 7x06 | Housewarming / Домашнее тепло                                  | 25 сентября 1996   | Чип Чалмерс           | Джессика Клейн           |
| В Калифорнии установилась невероятная жара. Марк и Дэвид устраивают вечеринку в честь новоселья. Вэлери говорит Кенни, что беременна. Клэр начинает встречаться с Диком Харрисом после того, как видит Стив целующегося с другой девушкой. Дэвид напивается, а Марк приглашает Келли на свидание. Между тем, пожар, начавшийся из-за жары, добирается до дома Марка и Дэвида, а Донна, спасая оленёнка, оказывается в ловушке… |                                                                |                    |                       |                          |
| |                                                                |                    |                       |                          |
| 7x07 | Fearless / Бесстрашный                                         | 30 октября 1996    | Харви Фрост           | Ларри Моллин             |
| Донна получает награду «Герой города» за храбрость и отвагу на пожаре. Вэлери требует, чтобы Кенни развёлся со своей женой. Община Келли и Донны устраивает праздник для детей в честь Хэллоуина. Им помогает Клифф Йегер - пожарный, спасший Донну на вечеринке Дэвида и Марка. У Дэвида умирает дедушка, а Клэр в компании Дика продолжает «динамить» Стива. Келли начинает встречаться с Марком, а Брендон – с Трейси. Донна идёт на свидание с Клиффом. Вэлери получает от Кенни огромную сумму на аборт… |                                                                |                    |                       |                          |
| |                                                                |                    |                       |                          |
| 7x08 | The Things We Do For Love / Вещи, которые мы делаем ради любви | 6 ноября 1996      | Гилбер М. Шилтон      | Лори МакКарти            |
| Клэр становится капитаном команды по гребле каноэ, а Стив, чтобы вернуть возлюбленную, создаёт свою команду. Дедушка Дэвида оставил внуку огромное состояние, раритетную машину и огромный особняк. Вэлери рассказывает Стиву, что она беременна, а Стив говорит об этом Келли. Клифф говорит Донне, что уезжает из Беверли Хиллз. Келли и Стив сомневаются в беременности Вэлери, а Кенни требует от девушки документы, подтверждающие, что она сделала аборт... |                                                                |                    |                       |                          |
| |                                                                |                    |                       |                          |
| 7x09 | Loser Takes All / Проигравший забирает всё                     | 13 ноября 1996     | Кристофер Гиблер      | Джон Эйзендрас           |
| Дэвид выкупает у Вэлери её половину клуба «После полуночи» и предлагает девушке стать его полноправным коллегой, а Марк признаётся Келли в любви. Брендон узнаёт, что Вэлери лгала Кенни. Донне и Мелу кажется, что деньги могут вскружить Дэвиду голову. После поражения команды Стива, Клэр возвращается к нему. Брендон ставит Вэлери перед выбором: либо она возвращает деньги Кенни, либо съезжает из особняка Уолшей… |                                                                |                    |                       |                          |
| |                                                                |                    |                       |                          |
| 7x10 | Lost In Las Vegas / Потерянный в Лас-                          | 20 ноября 1996     | Майкл Лэнг            | Стив Вассерман           |
| Дэвид, Вэлери, Стив и Клэр отправляются в Лас-Вегас. Дэвид выигрывает много денег. Трейси едет домой на праздники. Донне кажется, что у Дэвида могут возникнуть проблемы на почве азартных игр. Марк хочет близости с Келли. Дэвид проводит ночь с двумя красотками Линдой и Гейл, а наутро выясняется, что они его обокрали... |                                                                |                    |                       |                          |
| |                                                                |                    |                       |                          |
| 7x11 | If I Had A Hammer / Если бы у меня был молоток                 | 27 ноября 1996     | Джейсон Пристли       | Джон Уэлпли              |
| Психиатр обнаруживает у Дэвида склонность к маниакальной депрессии – как и у его матери. Стива хотят исключить за то, что он выдал реферат Брендона за свой собственный. Нэт просит ребят помочь в ремонте дома его повара Вилли, между тем с Келли и Марком происходит неприятный инцидент… |                                                                |                    |                       |                          |
| |                                                                |                    |                       |                          |
| 7x12 | Judgement Day / Судный день                                    | 11 декабря 1996    | Дэвид Сэмель          | Фил Сэват                |
| Брендона собираются исключить из университета за помощь Стиву, причём не без участия профессора Рендела. Вэлери получает от Дэвида весьма заманчивое предложение. Стив и Клэр находят доказательства того, что обвинения Рендела против Брендона ложные. Келли устраивает вечеринку в честь дня рождения Марка… |                                                                |                    |                       |                          |
| |                                                                |                    |                       |                          |
| 7x13 | Gift Wrapped / Завёрнутый подарок                              | 18 декабря 1996    | Кевин Инч             | Кристин Элис МакКарти    |
| Донна хочет вновь встречаться с Дэвидом, но её мать Фелис против. Тогда Донна и Дэвид решают устроить семейный ужин на Рождество. Келли знакомится со своей сестрой Джой. Стив и Клэр смущены – только слепой не заметит влечения между Самантой Сандерс и профессором Арнольдом. Донна предлагает устроить жеребьёвку: ребята вытягивают карточки, и делают подарки тем, чьи имена на них написаны. Келли вытягивает карточку с именем Вэлери, а Вэлери, как ни странно, с именем Келли… |                                                                |                    |                       |                          |
| |                                                                |                    |                       |                          |
| 7x14 | Jobbed / Работающий                                            | 8 января 1997      | Джейсон Пристли       | Ларри Моллин             |
| В университете проходит Ярмарка вакансий – и между Брендоном и Марком начинаются трения из-за престижной работы. К Вэлери из Буффало приезжает её первая любовь Том Миллер. Донна временно устраивается на работу в качестве секретарши своего отца доктора Мартина. Вэлери просит Дэвида принять Тома на должность менеджера клуба. После того как Брендон получает заветную должность, Марк бросает Келли. |                                                                |                    |                       |                          |
| |                                                                |                    |                       |                          |
| 7x15 | Phantom Of C.U. / Призрак Калифорнийского Университета         | 15 января 1997     | Лэс Ландау            | Стив Вассерман           |
| С тех пор как Донна устроилась ведущей прогноза погоды на университетском телевидении, какой-то мужчина угрожает ей по телефону. Том организует великолепную вечеринку в клубе. Клэр и Донна устраивают для Келли «свидания вслепую». Брендону не нравится, что Том живёт в его доме. Стив устанавливает личность Призрака Калифорнийского университета и помогает скрыть её… |                                                                |                    |                       |                          |
| |                                                                |                    |                       |                          |
| 7x16 | Unnecessary Roughness / Ненужная грубость                      | 22 января 1997     | Гилберт М. Шилтон     | Джон Уэлпли              |
| Донну кто-то преследует, поэтому девушка переезжает на время к родителям. У Дэвида и Тома возникают проблемы из-за вечеринки в честь Суперкубка, но в ходе их решения они находят общий язык. Донна, Келли и Клэр идут в стриптиз-клуб «Дежавю», а Брендон и Трейси едут на ранчо Гэлиан. Донна узнаёт, что Гаррета Слэна, пытавшегося изнасиловать её несколько лет назад, освободили из тюрьмы. Дик и Стив прекрасно ладят. Кто-то пытается убить Донну… |                                                                |                    |                       |                          |
| |                                                                |                    |                       |                          |
| 7x17 | Face Off / Без лица                                            | 29 января 1997     | Чип Чалмерс           | Лори МакКарти            |
| По решению суда, Гарретт Слэн не имеет права приближаться к Донне. Велори хочет начать встречаться с Томом, но его уже пригласила на свидание Келли. Перед тем, как покинуть Беверли Хиллз, Слэн говорит Донне, что это не он пытался убить её… |                                                                |                    |                       |                          |
| |                                                                |                    |                       |                          |
| 7x18 | We Interrupt This Program / Мы прерываем программу…            | 5 февраля 1997     | Кевин Инч             | Джон Эйзендрас           |
| Вэлери ревнует Тома к Келли, а Донна возвращается на телевидение. Дэвид и Хлоя Дэвис записывают песню в доме юноши. Клэр и Стив узнают, что Саманта Сандерс и ректор Арнольд встречаются. Маньяк, угрожавший Донне, берёт её, Трейси и Брендона в заложники прямо на студии… |                                                                |                    |                       |                          |
| |                                                                |                    |                       |                          |
| 7x19 | My Funny Valentine / Мой забавный Валентин                     | 12 февраля 1997    | Дэвид Сэмель          | Джессика Клейн           |
| В Беверли Хиллз возвращается возлюбленный Донны - пожарный Клифф, чем вызывает ревность Дэвида. В клубе проходит вечеринка, посвящённая Дню Святого Валентина, на которой выступает Хлоя. К Вэлери приезжает её мать Эбби. Трейси находит у Брендона старое обручальное кольцо Келли и решает, что юноша хочет сделать ей предложение. Клэр понимает, что Дик плохо влияет на Стива. Келли порывает с Томом ради Вэлери, ведь она его не любит… |                                                                |                    |                       |                          |
| |                                                                |                    |                       |                          |
| 7x20 | With This Ring / С кольцом                                     | 19 февраля 1997    | Джейсон Пристли       | Фил Сэват                |
| Трейси узнаёт, что кольцо, которое она нашла, было предназначено не для неё. Хлоя пытается соблазнить Дэвида. Вэлери рассказывает Эбби, что отец насиловал девочку с 11 лет. Келли хочет вернуть Брендона. На двойном свидании Стива и Клэр вместе с Райаном и Кэйти на карнавале, молодые люди встречают Донну и Клиффа. Вэлери мучают кошмары, и это очень заботит Тома… |                                                                |                    |                       |                          |
| |                                                                |                    |                       |                          |
| 7x21 | Straight Shooter / Меткий стрелок                              | 26 февраля 1997    | Чип Чалмерс           | Ларри Моллин             |
| В Палм Спрингс Клэр и Келли притворяются украинками, чтобы соблазнить Роджера и Дина. Донна расстаётся с Клиффом, поняв, как любит Дэвида. Дик умирает от передозировки наркотиков прямо на вечеринке в клубе. Стив тяжело переживает эту потерю. |                                                                |                    |                       |                          |
| |                                                                |                    |                       |                          |
| 7x22 | A Ripe Young Age / Зрелый молодой возраст                      | 5 марта 1997       | Скотт Полинг          | Стив Вассерман           |
| Келли приютила мальчика Джоуи. Клэр советует Келли сообщить о нём в полицию. Вэлери начинает встречаться с подающим надежды актёром Робом Эндрюсом, а Донна и Дэвид узнают об интересных обстоятельствах знакомства дедушки и бабушки Донны, обернувшихся прекрасной историей любви. Джоуи сбегает от Келли… |                                                                |                    |                       |                          |
| |                                                                |                    |                       |                          |
| 7x23 | Storm Warning / Штормовое предупреждение                       | 19 марта 1997      | Бэтани Руни           | Джон Уэлпли              |
| Клэр решает проучить Стива. Келли находит Джоуи. Брендон и Трейси собираются в Гонконг к родителям Брендона. Келли ревнует. Менеджер Роба, Алан Блэк, просит Вэлери уговорить юношу заключить контракт на съёмки в фильме. С доктором Мартином происходит сердечный приступ, и Донна винит в этом Дэвида… |                                                                |                    |                       |                          |
| |                                                                |                    |                       |                          |
| 7x24 | Spring Break Down / Весенние волнения                          | 2 апреля 1997      | Чарли Коррелл         | Джон Эйзендрас           |
| Брендон и Трейси уезжают в Гонконг. Джим говорит Брендону, что он должен бросить Трейси и вернуться к Келли. Вэлери становится менеджером Роба, а Келли не может забыть Брендона. Дэвид помогает Донне заботиться о её отце… |                                                                |                    |                       |                          |
| |                                                                |                    |                       |                          |
| 7x25 | Heaven Sent / Посланные небесами                               | 9 апреля 1997      | Энсон Уилльямс        | Джон Уэлпли              |
| Мария Мёрфи, с которой Брендон познакомился в Хэдли Сити, приезжает в Беверли Хиллз, чтобы представить свою книгу. Трейси ревнует. Клэр случайно уничтожает компьютерные файлы, в которых находились все её университетские работы. Стив помогает в их восстановлении. Дэвид и Донна празднуют пятилетие своего знакомства. После плохих отзывов на премьере своей новой картины «Дети Адама», Роб решает уехать домой в Индиану. Брендон и Келли целуются. |                                                                |                    |                       |                          |
| |                                                                |                    |                       |                          |
| 7x26 | The Long Goodbye / Затянувшееся прощание                       | 16 апреля 1997     | Лэс Шелдон            | Кен Стрингер             |
| Брендон никак не может решить – вновь начать встречаться с Келли или вернуться к Трейси. Клэр выступает с сольным номером на концерте в университете, а Донна и Стив ставят комедийную сценку. Вэлери пытается свести Трейси и Брендона, и даже присылает Келли письмо от Дилана… |                                                                |                    |                       |                          |
| |                                                                |                    |                       |                          |
| 7x27 | I Only Have Eyes For You / У меня есть только глаза для тебя   | 23 апреля 1997     | Кристофер Гиблер      | Лори МакКарти            |
| Донна и Клэр обиженны на Келли, так как она проводит всё время с Брендоном. После небольшой вечеринки, Вэлери остаётся переночевать в домике на пляже в комнате Келли, где находит её дневник. Прочитав его содержимое, девушка решает поссорить Келли с подругами… |                                                                |                    |                       |                          |
| |                                                                |                    |                       |                          |
| 7x28 | All That Jazz / Весь этот джаз                                 | 30 апреля 1997     | Кевин Инч             | Фил Сэват                |
| Вэлери знакомится с Дереком Дрисколом из конторы Билла Тейлора. У Донны возникают проблемы с экономикой в университете. Простудившиеся Келли и Вэлери находятся на карантине в доме Уолшей. Клэр сердита на Стива из-за того, что его мать бросила профессора Арнольда… |                                                                |                    |                       |                          |
| |                                                                |                    |                       |                          |
| 7x29 | Mother's Day / День матери                                     | 7 мая 1997         | Чип Чалмерс           | Джессика Клейн           |
| Чтобы насолить Келли, Вэлери вкладывает деньги в компанию её отца Била Тейлора. Келли узнаёт, что она беременна. Донна пытается разрешить проблемы с преподавательницей экономики, профессором Лэнгли. Вэлери придумывает план, с помощью которого она сможет вернуть себе клуб. Брендон хочет сделать Келли предложение, а Келли подумывает об аборте… |                                                                |                    |                       |                          |
| |                                                                |                    |                       |                          |
| 7x30 | Senior Week / Предвыпускная неделя                             | 14 мая 1997        | Джефферсон Кибби      | Джон Эйзендрас           |
| Донна пытается сдать экзамен по экономике. После выкидыша Келли узнаёт, что не сможет иметь детей. Вэлери понимает, что может горько поплатиться за своё желание отомстить Келли – Дрискол украл у неё 100 тысяч долларов… |                                                                |                    |                       |                          |
| |                                                                |                    |                       |                          |
| 7x31,32 | Graduation Day, Parts 1 & 2 / Выпускной, Части 1 и 2           | 21 мая 1997        | Джейсон Пристли       | Ларри Моллин и Фил Сават |
| Келли хочет, чтобы Брендон выгнал Вэлери из особняка Уолшей. Вэлери узнаёт, что её мать не приедет на выпускной. Дэвид, Стив и Манс собираются устроить грандиозный фейерверк на вручении дипломов. Эрин заканчивает детский сад. Вэлери пишет прощальную записку, которую находит Брендон. Билл Тейлор, отец Келли, устраивает грандиозную вечеринку для дочери и её друзей. Донна решает провести ночь с Дэвидом… Вэлери хочет покончить с собой; после церемонии Клэр уезжает со своим отцом во Францию, а Келли узнаёт, что её отца приговорили к заключению в тюрьме за крупные денежные махинации…                       |                                                                |                    |                       |                          |

### Сезон 8 (1997—1998)
| Эпизод | Название                                                                   | Дата выхода в эфир | Режиссёр               | Сценаристы                                                   |
| --- | -------------------------------------------------------------------------- | ------------------ | ---------------------- | ------------------------------------------------------------ |
| |                                                                            |                    |                        |                                                              |
| 8x01,02 | Aloha, Beverly Hills, Parts 1 & 2 / Здравствуй, Беверли-Хиллз, Части 1 и 2 | 10 сентября 1997   | Бэтани Руни            | Майкл Брэйверман                                             |
| На тренировке Эйрин Стив знакомится с матерью-одиночкой Карли. Донна получает новую работу. Первое задание — съёмки на Гавайях! Ребята решают поддержать Донну и отдохнуть в свои последние каникулы на тропическом острове. Стив считает, что Велори — его девушка, хотя она уже давно флиртует с очаровательным Ноа Хантером. С Дэвидом происходит несчастный случай, но Ноа и Брендон вовремя приходят на помощь. Брендон встречает Трейси и узнаёт, что девушка собирается выйти замуж за Эрика. Стив сгорает на солнце, Донна пытается справиться со своей работой, а в Келли стреляют…                                                                         |                                                                            |                    |                        |                                                              |
| |                                                                            |                    |                        |                                                              |
| 8x03 | Forgive & Forget / Прости и забудь                                         | 17 сентября 1997   | Дэвид Сэмель           | Джон Эйзендрас                                               |
| Доктор Мартин устраивает Донне собеседование с модным дизайнером. Стив соглашается на свидание с обворожительной красавицей, и узнаёт в ней Карли, работающую в «Косточке». Велори проводит ночь с Ноа. Дэвид хочет, чтобы Донна рассказала родителям о том, что они живут вместе. Состояние Келли ухудшается… |                                                                            |                    |                        |                                                              |
| |                                                                            |                    |                        |                                                              |
| 8x04 | The Way We Weren’t / Такие, какими мы никогда не были                      | 24 сентября 1997   | Френк Такери           | Майкл Кассатт                                                |
| Стив не может найти работу. Его отец решает подкинуть ему работу и отдаёт ему в распоряжение редакцию газеты в плачевном состоянии. Брендону поступило предложение стать работником газеты в Сиэтле и он отказывает Стиву, но немного погодя принимает его предложение. Благодаря прогулке с Ноа Келли вспоминает моменты жизни с Клэр и Донной в пляжном домике. |                                                                            |                    |                        |                                                              |
| |                                                                            |                    |                        |                                                              |
| 8x05 | Coming Home / Возвращение домой                                            | 1 октября 1997     | Георг Фэнади           | Лори МакКарти                                                |
| Келли всё вспомнила. Отношения с Брендоном налаживаются, однако теперь ей предстоит опознать преступника, ранившего её. Дэвид нашёл группу, которую хочет раскрутить. |                                                                            |                    |                        |                                                              |
| |                                                                            |                    |                        |                                                              |
| 8x06 | The Right Thing / Правильный поступок                                      | 15 октября 1997    | Чип Чалмерс            | Кен Стрингер                                                 |
| Дэвид берёт кредит в банке. Он испытывает финансовые проблемы. Донна берётся написать статью для газеты, однако результаты её расследования расстраивают Стива. Келли опознаёт стрелявшего. |                                                                            |                    |                        |                                                              |
| |                                                                            |                    |                        |                                                              |
| 8x07 | Pride & Prejudice / Гордость и предубеждение                               | 22 октября 1997    | Харви Фрост            | Рич Купер                                                    |
| Донна узнаёт, что Вэл отбивает у неё клиентов, и решает нанести ответный удар. Дэвид разрывает трудовые отношения с подопечными расистами, несмотря на кучу предложений от рекорд-компаний. |                                                                            |                    |                        |                                                              |
| |                                                                            |                    |                        |                                                              |
| 8x08 | Toil & Trouble / Будут проблемы                                            | 29 октября 1997    | Ричард Дэно            | Элли Тридман                                                 |
| Дэвид стал банкротом. Угрозы о закрытии клуба вынуждают его подделать подпись Донны для того, чтобы обналичить чек в банке. |                                                                            |                    |                        |                                                              |
| |                                                                            |                    |                        |                                                              |
| 8x09 | Friends, Lovers & Children / Друзья, возлюбленные и дети                   | 5 ноября 1997      | Майкл Рэй Родс         | Джон Уэлпли                                                  |
| Ноа проговорился Брендону, что он очень богат, и попросил о этом никому не говорить. Эрика — сестра Дилана, возвращается в Беверли со своим сутенёром и обкрадывает дом Брендона. Карли — новая подруга Стива, узнаёт, что его бывшая подружка беременна от него. Донна выгоняет Дэвида, узнав, что он её обокрал. |                                                                            |                    |                        |                                                              |
| |                                                                            |                    |                        |                                                              |
| 8x10 | Child Of The Night / Дитя ночи                                             | 12 ноября 1997     | Лэс Шелдон             | Джон Эйзендрас                                               |
| Дэвиду угрожают кредиторы. Ноа приходит на помощь Дэвиду, но он не спешит благодарить его, ревнуя парня к Донне. Дело Эрики принимает серьёзный оборот. Прокурор предупреждает Брендона о том, что ему грозит срок за укрывательство. |                                                                            |                    |                        |                                                              |
| |                                                                            |                    |                        |                                                              |
| 8x11 | Deadline / Крайний срок                                                    | 19 ноября 1997     | Йон Паре               | Майкл Кассат                                                 |
| Брендона арестовали, но потом отпустили. Опасность сесть в тюрьму ещё есть. Эрика решает помочь поймать Рикса. Провернув дельце, Эрика улетает к Дилану. Узнав, что Ноа заплатил арендную плату за клуб, Дэвид отдаёт ему ключи и оставляет клуб на его попечение. Вэлори возненавидела Ноа, узнав, что он богат. |                                                                            |                    |                        |                                                              |
| |                                                                            |                    |                        |                                                              |
| 8x12 | Friends In Deed / Друзья познаются в беде                                  | 3 декабря 1997     | Ричард Дэно            | Элли Тридман                                                 |
| Дела у Ноа пошли в гору. После разговора с Вэлори он предлагает им стать партнёрами. Донна отрицательно реагирует на эту новость. Вэлори предлагает Дэвиду начать встречаться, чтобы поссорить Ноа и Донну. Он соглашается. |                                                                            |                    |                        |                                                              |
| |                                                                            |                    |                        |                                                              |
| 8x13 | Comic Relief / Комическое облегчение                                       | 10 декабря 1997    | Чип Чалмерс            | Джон Лавачелли                                               |
| У Дэвида и Вэлори получается убедить друзей, что они стали парой, однако разлучить Ноа и Донну это не помогло. Стив посягает на чужое авторское право, но подвоха никто не замечает. А новая работница в газете Стива продолжает оказывать Брендону знаки внимания несмотря на то, что знает о его отношениях с Келли. |                                                                            |                    |                        |                                                              |
| |                                                                            |                    |                        |                                                              |
| 8x14 | Santa Knows / Санта в курсе                                                | 17 декабря 1997    | Чарли Корелл           | Лори МакКарти                                                |
| План Вэлори и Дэвида терпит крах. Вэлори поцеловала Дэвида, и понимает, что что-то чувствует к нему. Дэвид не считает, что они должны быть вместе. Брендон не смог устоять перед Эммой, и провёл с ней ночь. |                                                                            |                    |                        |                                                              |
| |                                                                            |                    |                        |                                                              |
| 8x15 | Ready Or Not / Готовы или нет                                              | 7 января 1998      | Джон МакФерсон         | Майкл Кассатт и Лори МакКарти                                |
| Вэлори говорит Донне, что они с Дэвидом не спали, однако Дэвид утверждает обратное. В отместку Донна решает заняться любовью с Ноа, однако он её останавливает, и сам устраивает романтический вечер. Эмма решает оставить Брендона, но в качестве сюрприза демонстрирует ему плёнку, на которой записан разговор, в котором Брендон соглашается на близость с ней. |                                                                            |                    |                        |                                                              |
| |                                                                            |                    |                        |                                                              |
| 8x16 | Illegal Tender / Незаконная нежность                                       | 14 января 1998     | Энсон Уилльямс         | Кен Стрингер                                                 |
| В результате телефонной путаницы Келли узнаёт об измене Брендона и уходит от него. Незаконное занятие игорным бизнесом в стенах клуба приводит к аресту Ноа и Вэлори. |                                                                            |                    |                        |                                                              |
| |                                                                            |                    |                        |                                                              |
| 8x17 | The Elephant’s Father / Отец слона                                         | 21 января 1998     | Майкл Рэй Родс         | Элли Тридман                                                 |
| Вэлори получает месяц исправительных работ в клинике, где работает Келли. Пока Брендон пытается вернуть Келли, Вэлори подталкивает Келли к отношениям с доктором, оказывающим ей знаки внимания. Карли уезжает из Беверли, и Стив вновь остаётся один. |                                                                            |                    |                        |                                                              |
| |                                                                            |                    |                        |                                                              |
| 8x18 | Rebound / Разочарование                                                    | 28 января 1998     | Чарльз Прэтт-младший   | Майкл Кассатт                                                |
| Преследуя личные цели, Дэвид не сообщает Ноа информацию, которой обладает. Однако, немного подумав, решает изменить своё решение. Он получает места клавишника в одной из групп, из-за которого и начался весь сыр-бор. |                                                                            |                    |                        |                                                              |
| |                                                                            |                    |                        |                                                              |
| 8x19 | Crimes & Misdemeanors / Преступления и мелкие проступки                    | 4 февраля 1998     | Чарли Коррелл          | Лори МакКарти                                                |
| Бабушка Донны в тяжёлом состоянии. Вместе с Ноа она приходит в больницу, но бабушка не признаёт Ноа, так как привыкла к Дэвиду. Дэвид сыграл песню, посвящённую Донне, а Вэлори, узнав, кому посвящена песня, ссорится с ним. Отношения Келли и Брэндона становятся теплее, их сближает забота о парне, недавно вышедшем из тюрьмы. Дэвид приходит к бабушке Донны. Перед смертью она просит его позаботится о внучке. После смерти бабушки, Донне тяжело. Ноа решает оставить Донну и Дэвида наедине, чтобы они вспомнили прошлое. Молодые люди целуются, но решают остаться друзьями. Дэвид мирится с Вэл, а Донна с Ноа. Келли находит в себе силы простить отца. |                                                                            |                    |                        |                                                              |
| |                                                                            |                    |                        |                                                              |
| 8x20 | Cupid’s Arrow / Стрела Купидона                                            | 11 февраля 1998    | Кевин Инч              | Мелисса Гульд                                                |
| Дэвид и Донна всё больше времени проводят вместе. Взаимоотношения Ноа и Вэл выходят из-под контроля. В отношениях Келли и Брендона наступает долгожданный мир. |                                                                            |                    |                        |                                                              |
| |                                                                            |                    |                        |                                                              |
| 8x21 | The Girl Who Cried Wolf / Девочка, кричавшая волк                          | 25 февраля 1998    | Ричард Дэно            | Кен Стрингер                                                 |
| Судебные органы отказываются рассматривать иск Вэл против Ноа. Тогда она обращается в гражданский суд. Брат Ноа подсаживает Донну на наркотики в форме сильнодействующих обезболивающих. |                                                                            |                    |                        |                                                              |
| |                                                                            |                    |                        |                                                              |
| 8x22 | Law & Disorder / Закон и беспорядок                                        | 4 марта 1998       | Кевин Инч              | Даг Стайнберг                                                |
| Вэлори выигрывает дело. Донна, не зная, что её антибиотики — наркотики продолжает их пить. Она падает в обморок от передозировки, и Ноа приходит к ней на помощь. |                                                                            |                    |                        |                                                              |
| |                                                                            |                    |                        |                                                              |
| 8x23 | Making Amends / Поправки                                                   | 11 марта 1998      | Джоэль Джей Фейгенбаум | Элли Тридман                                                 |
| Ноа оправдали, а его брат в тюрьме, но Вэл не спешит с ним мириться. Келли забирает ребёнка у нерадивой мамаши, отказавшейся от него. Идея с усыновлением не нравится Брендону. Дэвид уходит из шоу-бизнеса. Вэлори и Ноа мирятся. Стив встречается с девушкой, которой писал от лица другого человека. |                                                                            |                    |                        |                                                              |
| |                                                                            |                    |                        |                                                              |
| 8x24 | The Nature Of Nurture / Суть воспитания                                    | 18 марта 1998      | Майкл Рэй Родс         | Майкл Кассат                                                 |
| Ребёнка, найденного Келли, усыновила семья геев по решению общественного совета. Узнав об этом, родная мать ребёнка решает его забрать, но поняв, что не справляется с ним, отдаёт его обратно. Ноа заставляет Донну сшить новую коллекцию, но её никто не берёт. Дэвид находит точки соприкосновения с новым соседом. Ноа просит одну из фирм купить одежду Донны, а затем отдаёт им деньги, чтобы фирма погасила убытки. Донна счастлива, а Ноа вполне доволен собой. |                                                                            |                    |                        |                                                              |
| |                                                                            |                    |                        |                                                              |
| 8x25 | Aunt Bea’s Pickles / Угощения Тётушки Бью                                  | 25 марта 1998      | Кристфоер Гиблер       | Лори МакКарти                                                |
| Эбби приезжает на день рождения Вэлори. Вэлори узнаёт, что Билл — отец Келли, сделал ей предложение. Донна ссорится с Ноа, узнав о его замысле, но потом мирится. У Стива завязываются новые отношения. Билл бросает Эбби у алтаря. |                                                                            |                    |                        |                                                              |
| |                                                                            |                    |                        |                                                              |
| 8x26 | All That Glitters / Весь этот блеск                                        | 1 апреля 1998      | Майкл Лэнг             | Тайлер Бенсингер                                             |
| Стиву очень нравится его новая девушка, но вот её любовь к искусству его раздражает. Песню Дэвида для Вэлори выбрали для рекламы. Стив расстаётся с очередной пассией. Потеряв предложение о работе в Нью-Йорке, Брендон понимает, что ему нужно вернуться к нормальной жизни. |                                                                            |                    |                        |                                                              |
| |                                                                            |                    |                        |                                                              |
| 8x27 | Reunion / Встреча выпускников                                              | 15 апреля 1998     | Чип Чалмерс            | Даг Стайнберг                                                |
| Андрэа возвращается в Беверли Хиллз. Правда только на юбилей школы. Она рассказывает ребятам, что они с Джесси разводятся. Вэлори уговорила Дэвида выступить на юбилее школы. Стив попадает в очень не ловкую ситуацию. Вэлори помогает Келли отомстить парню, который изнасиловал её много лет назад. |                                                                            |                    |                        |                                                              |
| |                                                                            |                    |                        |                                                              |
| 8x28 | Skin Deep / Глубоко внутри                                                 | 29 апреля 1998     | Ким Фридман            | Элли Тридман                                                 |
| Открытие первого секс-шопа в Беверли производит на ребят неизгладимое впечатление. |                                                                            |                    |                        |                                                              |
| |                                                                            |                    |                        |                                                              |
| 8x29 | Ricochet / Рикошет                                                         | 6 мая 1998         | Энсон Уилльямс         | Лори МакКарти                                                |
| У Стива возникают сложности на любовном фронте. Дэвида ограбили, и он решает купить себе пистолет, что приводит к печальным последствиям. Брендон делает Келли предложение. |                                                                            |                    |                        |                                                              |
| |                                                                            |                    |                        |                                                              |
| 8x30 | The Fundamental Things Apply / Простые истины прилагаются                  | 13 мая 1998        | Харви Фрост            | Мелисса Гульд и Майкл Кассатт                                |
| Подруга Ноа, которая была ранена Дэвидом, переезжает к Донне. Ей нравится Ноа. По совету Вэлори девушка срывает Донне показ. Узнав об этом, Ноа просит её уехать. Вэл расстаётся с Дэвидом. |                                                                            |                    |                        |                                                              |
| |                                                                            |                    |                        |                                                              |
| 8x31,32 | The Wedding, Part 1 & 2 / Свадьба, Части 1 и 2                             | 20 мая 1998        | Гарри Гаррис           | Элли Тридман и Даг Стайнберг, Джон Эйзендрас и Лори МакКарти |
| Вэлори переспала с парнем, который болеет СПИДом. Теперь ей нужно провериться. Стив расстаётся с очередной девушкой. Он узнаёт, что она замужем. Брендон и Келли разрешают разногласия, связанные со свадьбой. |                                                                            |                    |                        |                                                              |
| |                                                                            |                    |                        |                                                              |

### Сезон 9 (1998—1999)
| Эпизод | Название                                                                        | Дата выхода в эфир | Режиссёр                 | Сценаристы                         |
| --- | ------------------------------------------------------------------------------- | ------------------ | ------------------------ | ---------------------------------- |
| |                                                                                 |                    |                          |                                    |
| 9x01 | The Morning After / На следующее утро                                           | 6 октября 1998     | Энсон Уилльямс           | Джон Эйзендрас                     |
| Отмена свадьбы подталкивает Брендона расстаться с Келли. Чтобы наладить отношения с ним, Келли хочет поехать на Корсику, но Брендон отказывается. Стив знакомится с Софи Бёрнс, и расстраивается, когда узнаёт, что девушка заинтересовалась Дэвидом. Вэлори узнаёт, что не больна СПИДом, и рассказывает Дэвиду, что убила отца. |                                                                                 |                    |                          |                                    |
| |                                                                                 |                    |                          |                                    |
| 9x02 | Budget Cuts / Сокращение бюджета                                                | 13 октября 1998    | Чип Чалмерс              | Лори МакКарти                      |
| Клинике, в которой работает Келли, урезают бюджет. Девушка вместе с друзьями устраивает демонстрацию. Софи и Дэвид начинают встречаться. Отец Ноа кончает жизнь самоубийством. |                                                                                 |                    |                          |                                    |
| |                                                                                 |                    |                          |                                    |
| 9x03 | Dealer’s Choice / Выбор игрока                                                  | 20 октября 1998    | Джефф Мэльман            | Даг Стайнберг                      |
| Софи покупает дорогую машину. Состояние Ноа пугает Донну. Написав некролог о Даниэле Хантере, Брендон получает предложение о работе в Нью-Йорке. Ноа продаёт имущество отца. Дэвид врёт Стиву, что не спит с Софи. |                                                                                 |                    |                          |                                    |
| |                                                                                 |                    |                          |                                    |
| 9x04 | Don’t Ask, Don’t Tell / Не спрашивай, не отвечай                                | 27 октября 1998    | Ричард Дэно              | Кен Стрингер                       |
| Узнав о том, что Вэлори убила отца, Эбби настаивает на том, чтобы дочь пошла в полицию. Страдая после смерти отца, Ноа просит Вэлори помочь ему вернуться к Донне. Стив узнаёт всю правду о Софи и Дэвиде. Келли и Донна решают открыть магазин и, придя в торговый центр арендовать здание, знакомятся с молодым адвокатом Мэтом Дёрнингом. Ноа арестовывают за вождение в пьяном виде. |                                                                                 |                    |                          |                                    |
| |                                                                                 |                    |                          |                                    |
| 9x05 | Brandon Leaves / Брендон уходит                                                 | 3 ноября 1998      | Кристофер Гиблер         | Джон Эйзендрас                     |
| Брендон принимает решение уехать в Вашингтон. Друзья устраивают ему прощальную вечеринку. Вэлори отправляется к Мэту, чтобы узнать, каковы её шансы выиграть дело против Эбби. Эбби решает забыть конфликт, но не простить Вэлори. Донна и Келли открывают магазин. Софи начинает сниматься в фильмах категории «18+» из-за отсутствия денег. Стив и Дэвид мирятся. Брендон навсегда покидает Беверли-Хиллз…                                                                                              |                                                                                 |                    |                          |                                    |
| |                                                                                 |                    |                          |                                    |
| 9x06 | Confession / Признание                                                          | 10 ноября 1998     | Кевин Инч                | Тайлер Бенсингер                   |
| Эбби прощает Вэлори. Ноа продолжает пить. Стив и Джанет впервые занимаются любовью. После выхода фотографий в модном журнале, Софи расстаётся с Дэвидом и уходит к фотографу. |                                                                                 |                    |                          |                                    |
| |                                                                                 |                    |                          |                                    |
| 9x07 | You Say Goodbye, I Say Hello / Прощай и здравствуй                              | 17 ноября 1998     | Майкл Лэнг               | Аарон Гарбертс и                   |
| Вэлори уезжает из Беверли, так и не успев застать Дилана, который вернулся в Беверли после трёх лет отсутствия. Дэвид проводит ночь с несовершеннолетней, и его обвиняют в изнасиловании. В Беверли приезжает кузина Донны Джина, которая успевает всем понравиться, и даже целует Ноа! Мэт и Келли целуются. Келли хочет задеть чувства Дилана. |                                                                                 |                    |                          |                                    |
| |                                                                                 |                    |                          |                                    |
| 9x08 | I’m Back Because / Я вернулся, потому что…                                      | 1 декабря 1998     | Арти Мэндельберг         | Джон Эйзендрас                     |
| Ситуация Девида пугает! Его посадили в тюрьму и обвинили в изнасиловании несовершеннолетних! Дилан решает помочь Девиду, и разговаривает с Миссис Тизли, а также с самой Дениз, которая в конечном счёте снимает свои обвинения. Джина пытается разлучить Ноа и Донну, но всё тщетно. |                                                                                 |                    |                          |                                    |
| |                                                                                 |                    |                          |                                    |
| 9x09 | The Following Options / Тебе выбирать                                           | 8 декабря 1998     | Габриэлль Бамон          | Лори МакКарти                      |
| Дедушка Келли — отец Джеки, болен. Мать и дочь не могут прийти к единому мнению относительно эвтаназии. Дилан продаёт машину, в которой когда-то расстреляли Тони. Соня — девочка-хулиганка, рвёт платья Донны. Келли и Дилан целуются. Стив узнаёт, что Саманту уволили с работы, потому что она стала лесбиянкой. |                                                                                 |                    |                          |                                    |
| |                                                                                 |                    |                          |                                    |
| 9x10 | Marathon Man / Марафонец                                                        | 15 декабря 1998    | Джоэль Джей Фейгенбаум   | Даг Стэйнберг                      |
| Ноа узнаёт, что Джина ревнует его к Донне. Келли и Дилан едут в Мексику, чтобы разобраться в своих чувствах друг к другу. |                                                                                 |                    |                          |                                    |
| |                                                                                 |                    |                          |                                    |
| 9x11 | How To Be The Jerk Women Love / Каково быть любимым мужчиной для подлой женщины | 12 января 1999     | Харви Фрост              | Джон Эйзендрас                     |
| Дилан всё больше увлекается Джиной. В то же время Дилан попадает под влияние героина, он достигает критической точки, когда узнаёт, что могила его бывшей жены была тайно перемещена, куда, никто не знает. Тогда Дилан решает купить пистолет, чтобы разобраться с тем, кто украл тело его бывшей жены Тони. Келли и Мэт становятся ближе, но чувства к Брендону и Дилану не дают ей покоя. Но потом она решает сойтись с Мэтом. Джина уговаривает мать Донны взять её на деловой завтрак вместо дочери. |                                                                                 |                    |                          |                                    |
| |                                                                                 |                    |                          |                                    |
| 9x12 | Trials & Tribulations / Испытания и прочие несчастья                            | 17 января 1999     | Рой Кампанелла-Младший   | Кен Стрингер                       |
| Дилан увяз в проблемах. Отношения с Келли можно назвать напряжёнными, так как Джина всё время рядом с Диланом. Наркотики и оружие — также причина, осложняющая ему жизнь. Донна и Ноа решают устроить дома вечеринку по случаю дня рождения Мэта. |                                                                                 |                    |                          |                                    |
| |                                                                                 |                    |                          |                                    |
| 9x13 | Withdrawal / Прерывание                                                         | 24 января 1999     | Кевин Инч                | Тайлер Бенсингер                   |
| У Дилана проблемы, которые приобретают всё больший масштаб. Келли и Джина настроены очень враждебно друг к другу. |                                                                                 |                    |                          |                                    |
| |                                                                                 |                    |                          |                                    |
| 9x14 | I’m Married / Я женат                                                           | 2 февраля 1999     | Энсон Уилльямс           | Джон Эйзендрас                     |
| Оказывается, что Мэт женат. Его жена Лоран появилась в Беверли, но он боится встречаться с ней, так как поставит новые отношения под угрозу, только Джине известна эта ситуация, ведь она видела их вместе. На исправительных работах Дилан встречает Рамона, с которым объединяет усилия в борьбе против босса-тирана. |                                                                                 |                    |                          |                                    |
| |                                                                                 |                    |                          |                                    |
| 9x15 | Beheading St. Valentine / Казнь Святого Валентина                               | 9 февраля 1999     | Фрэнк Такери             | Лори МакКарти                      |
| Мэт хочет, чтобы Лорен переехала в дом Уолшей. Его отношения с Келли становятся более отдалёнными. Донна уходит от Ноа, найдя фотографии, где Ноа и Джина целуются. Дилан и Джина всё чаще встречаются и гуляют в тех местах, где Дилан может сорваться. Стив опасается, что у него онкологическое заболевание. |                                                                                 |                    |                          |                                    |
| |                                                                                 |                    |                          |                                    |
| 9x16 | Survival Skills / Навыки выживания                                              | 16 февраля 1999    | Чарли Коррелл            | Даг Стэйнберг                      |
| Джина ревнует Дилана к Келли. Келли понимает, что потеряла Мэта, а Донна не прощает Ноа, и всё больше времени проводит с Дэвидом, который признаётся, что хочет вернуть их отношения. |                                                                                 |                    |                          |                                    |
| |                                                                                 |                    |                          |                                    |
| 9x17 | Slipping Away / Ускользая                                                       | 2 марта 1999       | Рой Кампанелла-Младший   | Джон Эйзендрас                     |
| Состояние Лоран всё хуже. Отношения Ноа и Донны усугубляются. Преследуя личные цели, врач прекращает выписывать Лоран жизненно важные таблетки. Келли и Дилан едут в Мексику, чтобы достать антибиотик. |                                                                                 |                    |                          |                                    |
| |                                                                                 |                    |                          |                                    |
| 9x18 | Bobbi Dearest / Милый Бобби                                                     | 9 марта 1999       | Кристиан А. Ниби-Младший | Тайлер Бенсингер и Лори МакКарти   |
| Джина предъявляет Фелиз иск. Она обвиняет её в том, что женщина не правильно распоряжается её трастовым фондом. Келли и Дилан проводят ночь вместе. Ноа и Донна решают восстановить отношения. |                                                                                 |                    |                          |                                    |
| |                                                                                 |                    |                          |                                    |
| 9x19 | The Leprechaun / Лепрекон                                                       | 16 марта 1999      | Кевин Инч                | Джон Эйзендрас                     |
| Келли недовольна партнёрством с Донной. Мэт и Келли пытаются восстановить отношения, но Мэт озабочен подписанием предсвадебного соглашения. Дилан встречается с Джиной. Стив и Джанет открывают благотворительный фонд. |                                                                                 |                    |                          |                                    |
| |                                                                                 |                    |                          |                                    |
| 9x20 | Fortune Cookie / Печенье с предсказанием                                        | 6 апреля 1999      | Люк Перри                | Кен Стрингер и Даг Стэйнберг       |
| Дэвид и его новая девушка Клаудия планируют фиктивный брак. Кэлли пытается найти Мэту новых клиентов, чтобы он изменил своё мнение о ней. Мэт думает, что Келли недовольна их совместной жизнью. |                                                                                 |                    |                          |                                    |
| |                                                                                 |                    |                          |                                    |
| 9x21 | I Wanna Reach Right Out & Grab Ya / Я пытаюсь до тебя дотянуться                | 13 апреля 1999     | Дженни Гарт              | Аарон Гербертс и Грэтхен Джей Берг |
| Джина присматривает за домом подруги. Признание Келли на телевизионной игре расстраивает Мэта. Благодаря Дэвиду, легенда радио возвращается в эфир. Джина избегает участи жертвы изнасилования. |                                                                                 |                    |                          |                                    |
| |                                                                                 |                    |                          |                                    |
| 9x22 | Local Hero / Местный герой                                                      | 20 апреля 1999     | Джоэль Джей Фейгенбаум   | Мэтт Дэрбон                        |
| Дэвид подавляет в себе влечение к молодой девушке. Мэт помогает найти работу Джине, но у неё ничего не получается. Мэт и Келли расстаются, когда парень узнаёт о случае в Мексике. |                                                                                 |                    |                          |                                    |
| |                                                                                 |                    |                          |                                    |
| 9x23 | The End Of The World As We Know It / Это конец света, и мы знаем об этом        | 27 апреля 1999     | Майкл Рэй Родс           | Тайлер Бенсингер                   |
| Желание Джины напакостить Келли выходит ей боком. Келли и Мэт снова вместе. |                                                                                 |                    |                          |                                    |
| |                                                                                 |                    |                          |                                    |
| 9x24 | Dog’s Best Friend / Лучший друг собаки                                          | 4 мая 1999         | Кристофер Гиблер         | Лори МакКарти                      |
| Донна стоит перед нелёгким выбором. Келли становится жертвой изнасилования. |                                                                                 |                    |                          |                                    |
| |                                                                                 |                    |                          |                                    |
| 9x25 | Agony / Агония                                                                  | 11 мая 1999        | Энсон Уилльямс           | Даг Стэйнберг                      |
| Келли доверяет свою проблему Донне и Дилану, Мэта же она держит в неведении, так как он и так подозревает, что между ней и Диланом что-то есть. В это время Мэт защищает воришку, который украл музыкальный центр, но оказывается, что этот человек и есть тот парень, который изнасиловал Келли, правда об этом никто не знает. |                                                                                 |                    |                          |                                    |
| |                                                                                 |                    |                          |                                    |
| 9x26 | That’s The Guy / Тот самый парень                                               | 18 мая 1999        | Майкл Лэнг               | Джон Эйзендрас                     |
| Донна не может сделать выбор. При новой встрече с Джо Пэтчем, Келли убивает его. |                                                                                 |                    |                          |                                    |
| |                                                                                 |                    |                          |                                    |

### Сезон 10 (1999—2000)
| Эпизод | Название                                                                                      | Дата выхода в эфир | Режиссёр               | Сценаристы                         |
| --- | --------------------------------------------------------------------------------------------- | ------------------ | ---------------------- | ---------------------------------- |
| |                                                                                               |                    |                        |                                    |
| 10x01 | The Phantom Menace / Призрачная угроза                                                        | 8 сентября 1999    | Чарли Коррелл          | Джон Эйзендрас                     |
| Келли стреляет и убивает того человека, который её изнасиловал. Полиция считает, что убийство — это самооборона, но суд все равно будет — так как она использовала краденое оружие, и не говорит, откуда оно у неё. Стив узнаёт, что Джанет хочет устроиться на работу в другой газете. |                                                                                               |                    |                        |                                    |
| |                                                                                               |                    |                        |                                    |
| 10x02 | Let’s Eat Cake / Давайте есть печенья                                                         | 15 сентября 1999   | Джоэль Джей Фейгенбаум | Лори МакКарти                      |
| Джанет говорит Стиву, что она на четвёртом месяце беременности. Дилан пытается выручить Люси Уилсон, бывшую подругу средней школы, живущую в Отеле Бель Эр, после того, как она арестована за хранение наркотиков |                                                                                               |                    |                        |                                    |
| |                                                                                               |                    |                        |                                    |
| 10x03 | You Better Work / Приступай к работе                                                          | 22 сентября 1999   | Харви Фрост            | Аарон Гарбертс и Грэтхен Джей Берг |
| Дилану отказывают о возвращении в колледж из-за несданного эссе. Ноа понимает, что всё ещё любит Донну. Стив сомневается в том, что он готов стать отцом. |                                                                                               |                    |                        |                                    |
| |                                                                                               |                    |                        |                                    |
| 10x04 | A Fine Mess / Идеальный беспорядок                                                            | 29 сентября 1999   | Аллан Крокер           | Джо Эйзендрас                      |
| Дилан просит Джину выселиться из его номера в гостинице. Отношения Ноа и Донны меняются |                                                                                               |                    |                        |                                    |
| |                                                                                               |                    |                        |                                    |
| 10x05 | The Loo-Ouch / Неприятное ощущение                                                            | 20 октября 1999    | Ким Фридман            | Тайлер Бенсингер                   |
| Стив и Джанет наконец сообщают родителям о её беременности. Мэт и Ноа предлагают освободить место для детской. |                                                                                               |                    |                        |                                    |
| |                                                                                               |                    |                        |                                    |
| 10x06 | 80’s Night / Ночь 80-х                                                                        | 27 октября 1999    | Чип Чалмерс            | Джо Эйзендрас                      |
| Келли навещают родители насильника. Стив и Джанет ссорятся из-за планов — Стив хочет украсить дом к Хеллоину, а Джанет —сходить на вечеринку группы. |                                                                                               |                    |                        |                                    |
| |                                                                                               |                    |                        |                                    |
| 10x07 | Laying Pipe / Прокладывая трубы                                                               | 3 ноября 1999      | Люк Перри              | Мэтт Дэрборн                       |
| Келли и Дилана просят быть крестными родителями ребёнка Стива и Джанет. Идет планирование свадьбы. Джина начинает шантажировать Мэла Сильвера. |                                                                                               |                    |                        |                                    |
| |                                                                                               |                    |                        |                                    |
| 10x08 | Baby, You Can Drive My Car / Ты можешь сесть за руль моей машины                              | 10 ноября 1999     | Кевин Инч              | Аарон Гарбертс и Грэтхен Джей Берг |
| На Дилана нападает группа мужчин. |                                                                                               |                    |                        |                                    |
| |                                                                                               |                    |                        |                                    |
| 10x09 | Family Tree (Part 1) / Семейное древо                                                         | 17 ноября 1999     | Эллисон Лидди-Браун    | Джон Эйзендрас                     |
| Келли наконец узнает от Мэла, что Джина шантажировала его. Медовый месяц Стива и Джанет не очень счастливый. |                                                                                               |                    |                        |                                    |
| |                                                                                               |                    |                        |                                    |
| 10x10 | What’s In A Name (Part 2) / Что в имени тебе моём                                             | 17 ноября 1999     | Кристофер Гиблерс      | Скотт Файфер                       |
| Джанет родила девочку, Стив очень переживает за неё и новорожденного. |                                                                                               |                    |                        |                                    |
| |                                                                                               |                    |                        |                                    |
| 10x11 | Sibling Revelry / Семейный праздник                                                           | 15 декабря 1999    | Грэм Линч              | Джон Эйзендрас                     |
| Дилан дарит Келли дорогую картину и это тревожит Мэтта, который думает, что Дилан снова начинает ухаживать за ней. Тем временем Донна рассказывает Джине, что они сводные сёстры. |                                                                                               |                    |                        |                                    |
| |                                                                                               |                    |                        |                                    |
| 10x12 | Nine Yolks Whipped Lightly / Слегка взбить девять желтков                                     | 22 декабря 1999    | Джоэль Джей Фейгенбаум | Лори МакКарти                      |
| Мать Донны, Феличе, снисходительно пытается подкупить Джину. Мэтт покупает обручальное кольцо и делает Келли предложение, которое она принимает. |                                                                                               |                    |                        |                                    |
| |                                                                                               |                    |                        |                                    |
| 10x13 | Tainted Love / Испорченная любовь                                                             | 12 января 2000     | Роберт Уивер           | Джим Хальтерман                    |
| Мэтт скрывает от Келли свои финансовые проблемы. |                                                                                               |                    |                        |                                    |
| |                                                                                               |                    |                        |                                    |
| 10x14 | I’m Using You 'Cause I Like You / Я использую тебя, потому что ты мне нравишься               | 19 января 2000     | Йен Зиринг             | Аарон Гарбертс и Грэтхен Джей Берг |
| Келли решает оставить работу в магазине. Стив и Джанет нанимают няню для своего ребёнка, с которой Ноа просит назначить свидание. |                                                                                               |                    |                        |                                    |
| |                                                                                               |                    |                        |                                    |
| 10x15 | Fertile Ground / Плодородные земли                                                            | 26 января 2000     | Виктор Лобл            | Джон Эйзендрас                     |
| Старший брат Мэтта, Патрик, приезжает со своей женой и с очень личной просьбой: жена не может забеременеть, так как он бесплоден, и просит брата сдать свою сперму. Донна теперь одна управляет магазином. |                                                                                               |                    |                        |                                    |
| |                                                                                               |                    |                        |                                    |
| 10x16 | The Final Proof / Последнее доказательство                                                    | 9 февраля 2000     | Брайан Остин Грин      | Мэтт Дэрборн и Тайлер Бенсингер    |
| Келли и Мэтт готовятся идти на телевикторину Дня святого Валентина. Но когда у Келли случается нервный срыв, Донне приходится идти вместо неё. Дилану удаётся избавится от похитителей Ноа. Доктор Мартин хочет наладить отношения с Джиной. Пока Джина переодевается на ужин с отцом, тот умирает от сердечного приступа, и девушка обнаруживает его ужё мёртвым. |                                                                                               |                    |                        |                                    |
| |                                                                                               |                    |                        |                                    |
| 10x17 | Doc Martin / Доктор Мартин                                                                    | 16 февраля 2000    | Кевин Инч              | Лори МакКарти и Джон Эйзендрас     |
| Доктор Мартин умирает от внезапного инсульта. Джина решает уехать из Лос-Анджелеса в Нью-Йорк, Ноа уходит в запой. Машину Нэта забирают за долги. Джина уезжает из Беверли-Хиллз сразу после похорон отца, и Дилан, который огорчен помолвкой Келли, едет с ней. |                                                                                               |                    |                        |                                    |
| |                                                                                               |                    |                        |                                    |
| 10x18 | Eddie Waitkus / Эдди Вэйткус                                                                  | 1 марта 2000       | Чип Чалмерс            | Джон Эйзендрас                     |
| Дэвид обдумывает свои дальнейшие отношения с Камиль. Ноа в запое. Ночью он проникает в пляжный домик, вернувшись с очередной тусовки. Мэт перепутал его с вором, огрев битой. Стив видит по телевизору репортаж о вынужденной посадке самолёта. В репортаже показывают копию Джека МакКея — отца Дилана, погибшего 7 лет назад. Дилан и Стив начинают проверку, но парня убеждают, что Джек погиб. Дилан хочет разобраться в смерти своего отца, но агент ФБР советует ему оставить это. Келли приносит Дилану список пассажиров того рейса, и Дилан понимает, что Джек действительно может быть жив.                                                                                   |                                                                                               |                    |                        |                                    |
| |                                                                                               |                    |                        |                                    |
| 10x19 | I Will Be Your Father Figure / Я поведу тебя к алтарю                                         | 8 марта 2000       | Тоир Спеллинг          | Аарон Гарбертс и Грэтхен Джей Берг |
| Келли и Мэт решают помочь Дилану найти отца. Поиск приводит их к Аризоне, где они находят отца Дилана, который живёт под псевдонимом Эдди Вэйткус, и у него жена и молодой сын. Ноа чувствует себя не очень хорошо после удара битой. Донна ухаживает за ним. Ноа и Донна целуются, после чего Донна просит Ноа съехать, потому что всё кончено. Дэвид и Камиль хорошо проводят вместе время. Постоянные звонки Донны Дэвиду смущают девушку. Похоже, Дэвид и Донна ещё любят друг друга. Дилан возвращается в Беверли, так и не решившись увидеть отца, но Джек сам прилетает в Беверли.                                                                                               |                                                                                               |                    |                        |                                    |
| |                                                                                               |                    |                        |                                    |
| 10x20 | Ever Heard The One About The Exploding Father? / Ты ничего не слышал про подорвавшегося отца? | 15 марта 2000      | Энсон Уилльямс         | Лори МакКарти и Джон Эйзендрас     |
| Джек рассказывает, что находился под программой о защите свидетелей, а также о своей новой семье. Дэвид получает предложение о работе в Нью-Йорке. Дэвид рассказывает Дилану, что хочет вернуть Донну, а Донна осознаёт, что любит Дэвида. Джек уезжает, решив остаться под опекой ФБР. Мэт возобновляет адвокатскую практику. Дэвид отказывается от заманчивого предложения. |                                                                                               |                    |                        |                                    |
| |                                                                                               |                    |                        |                                    |
| 10x21 | Spring Fever / Весенняя лихорадка                                                             | 22 марта 2000      | Эллисон Лидди-Браун    | Энни Браннер                       |
| Мэтт сопровождает Дилана в поездку на Калифорнийских холмах. Донна застаёт Камиль и Дэвида в магазине за занятием сексом. Она очень зла. Дэвид понимает, что всё ещё любит Донну, и решает с ней поговорить. Дилан и Мэт едут в пустыню, чтобы покататься на мотоциклах. Ноа знакомится с Элен — девушкой-алкоголичкой. Мэту подмешали наркотик, когда они с Диланом застряли на ночь в поселении, где была вечеринка. Мэт мучается, думая, что изменил Келли. Ноа решает познакомить Элен с Донной и Келли. Девушка убегает, решив, что с Донной Ноа будет лучше. Ноа решает поставить все точки над «i».                                                                              |                                                                                               |                    |                        |                                    |
| |                                                                                               |                    |                        |                                    |
| 10x22 | The Easter Bunny / Пасхальный заяц                                                            | 5 апреля 2000      | Чарли Коррелл          | Джон Эйзендрас                     |
| Элен не может справиться со своими проблемами и уходит от Ноа. Келли начинает подозревать Мэта. Дилан советует Мэту рассказать Келли правду. Так он и делает, и молодые люди ссорятся, однако потом мирятся. Донна решает создать виртуальную версию своего магазина, но потом передумывает, однако Камиль не намерена упускать эту идею, и Дилан становится инвестором проекта. Донна соглашается на затею с магазином. Веб-мастер, с которым она познакомилась, ей явно нравится, и Дэвида это раздражает. |                                                                                               |                    |                        |                                    |
| |                                                                                               |                    |                        |                                    |
| 10x23 | And Don’t Forget To Give Me Back My Black T-Shirt / И верни мне мою майку                     | 19 апреля 2000     | Аллан Крокер           | Мэтт Дэрборн и Тайлер Бенсингер    |
| Стив вкладывает капитал в предприятие Донны. Ноа вызволяет Элен из тюрьмы и решает помочь ей бросить пить. Мэт всё больше врёт Келли, а Дилан вынужден всё время подтверждать слова Мэта. Дилану также не нравится, что Келли и Мэт уже ищут место для свадьбы. По случаю открытия сайта Донны в «Сумерках» устроена вечеринка, но веб-мастер отказывается запускать сайт, так как они с Донной расстались. Камиль и Дэвид расстаются. А Донна всё-таки запускает проект. |                                                                                               |                    |                        |                                    |
| |                                                                                               |                    |                        |                                    |
| 10x24 | Love Is Blind / Любовь слепа                                                                  | 26 апреля 2000     | Дженни Гарт            | Джон Эйзендрас                     |
| Дилан дарит на свадьбу Мэтта и Келли два авиабилета. Стив и Джанет получают предложение бизнесменов купить их газету. Донна говорит Дэвиду, что хочет сохранять их отношения строго платоническими, в то время как мать Донны, Феличе, говорит ей, что она решила поднять семейный дом для продажи. Элен знакомит Ноа со своей семьёй, и снова решает уйти от него. Мэту предлагают работу в Сиэтле, и он зовёт с собой Келли, так как боится её сближения с Диланом, между тем дата свадьбы уже назначена. Благодаря общим усилиям друзей, Донна и Дэвид снова решают быть вместе. Стив и Джанет продают газету, но в ней должен остаться один редактор, и Стив уступает место Джанет. |                                                                                               |                    |                        |                                    |
| |                                                                                               |                    |                        |                                    |
| 10x25 | I’m Happy For You… Really / Я рада за тебя… Правда                                            | 10 мая 2000        | Рой Кампанелла-Младший | Лори МакКарти                      |
| Донна видит репортаж по телевизору, где рассказывается о гибели сёрфера, и звонит Келли. Девушка думает, что Дилан погиб, но оказывается, что парень просто уехал. Келли понимает, что Дилан ей дорог. Донна и Дэвид занимаются ерундой, и не могут понять, нужны ли они друг другу. Элен хочет вернуть Ноа, но он пока не готов. Брат Мэта погибает в автокатастрофе. Келли решает ехать с ним на похороны. Дэвид делает Донне предложение! |                                                                                               |                    |                        |                                    |
| |                                                                                               |                    |                        |                                    |
| 10x26 | The Penultimate (Finale, Part 1) / Предпоследние. Финал, Часть 1                              | 17 мая 2000        | Майкл Лэнг             | Джон Эйзендрас                     |
| Дэвид делает предложение Донне, и они принимают важное решение. Карьера Джанет как младшего редактора взлетает. Келли должна принять важное для себя решение — выходить замуж за Мэтта или нет. Мэт решает расстаться с Келли, и рассказывает ей об измене. Он уезжает, решив воспитывать ещё не родившегося ребёнка своего брата. Ноа решает начать отношения с Элен. |                                                                                               |                    |                        |                                    |
| |                                                                                               |                    |                        |                                    |
| 10x27 | Ode To Joy (Finale, Part 2) / Ода радости. Финал, Часть 2                                     | 17 мая 2000        | Кевин Инч              | Джон Эйзендрас                     |
| На торжество приезжают Андрэа и Вэлори. Брендон присылает видеописьмо, в котором говорит, что ему всех очень не хватает. На свадьбе букет невесты падает в руки Келли, явно намекая, что она выйдет замуж за Дилана. Стив просит, чтобы Джанет помогла ему сформировать их собственное издательство. Ноа возвращается к Элен и говорит ей, что решил дать их отношениям второй шанс. Келли и Мэтт расстаются, и Келли возвращается, чтобы восстановить отношения с Диланом. |                                                                                               |                    |                        |                                    |